# Occitanie (région culturelle)
Pour les articles homonymes, voir Occitanie, Occitanie (région administrative), Langue d'oc et Provence.
 (31 juillet 2025).
Motif : Sources de piètre qualité, non neutres ou obsolètes.
Nombreuses redites ou contradictions.
L’Occitanie (Occitània ou Óucitanìo en occitan) est une aire culturelle et linguistique de l’Europe du Sud-Ouest. Elle se distingue des contrées voisines par sa culture, dite occitane, et sa langue, l'occitan qui lui a donné son nom.

L'Occitanie a porté divers noms au cours de sa longue histoire mais n'a constitué un État unifié et partiellement autonome qu'à des époques reculées. Longtemps divisée, elle a cependant contribué aux progrès de la civilisation européenne.

La plus grande partie de l’Occitanie est aujourd’hui située dans la moitié sud de la France où, depuis 2016, une région administrative de moindre étendue porte le même nom.

## Étendue géographique
L’étendue de l’Occitanie peut varier selon les critères retenus:

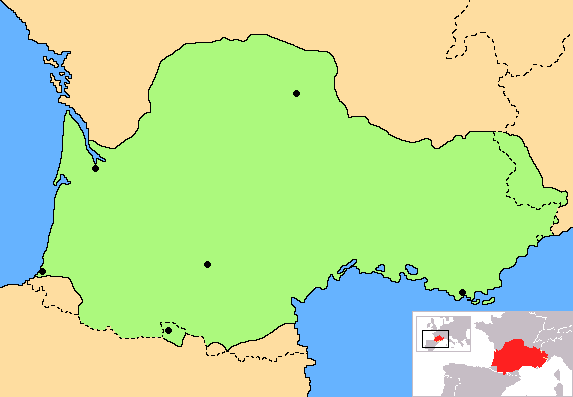
Carte de l'Occitanie basée sur l'aire moderne de la langue occitane.

- En adoptant une définition géolinguistique, les parlers du Nord et du Sud de la France sont séparés par un faisceau d'isoglosses, qui ont été utilisées pour définir la limite entre les territoires où le gallo-roman a évolué en langues d'oïl dont le français (partie nord) et ceux ayant évolué en langue d'oc ou occitan (partie sud) qui comprennent plusieurs provinces historiques. L’Occitanie coïncide avec l’aire actuelle de la langue occitane[21],[22]. Les régions anciennement occitanophones n'y sont pas incluses[23], par contre on parle toujours l'occitan dans le Pays basque français[24],[25] et dans les Pays catalans (le Val d'Aran et le Fenouillèdes). On distingue deux approches :

1. soit la prise en compte des enclaves linguistiques occitanophones externes (Guardia Piemontese en Calabre, Saint-Eutrope en Angoumois, Pigüé en Argentine, Valdese aux États-Unis, divers villages occitans du sud de l’Allemagne, etc.) et des enclaves allophones internes (la Petite Gavacherie de langue aguiainaise, d'anciennes enclaves ligures de Provence orientale, la quasi-enclave liguro-occitane de Monaco, etc) ;
2. soit la prise en compte de la masse de terres où l'on parle occitan, sans tenir compte des petites enclaves intérieures ou extérieures[26]. Cette dernière définition d'un territoire contigu et compact est actuellement la plus répandue.

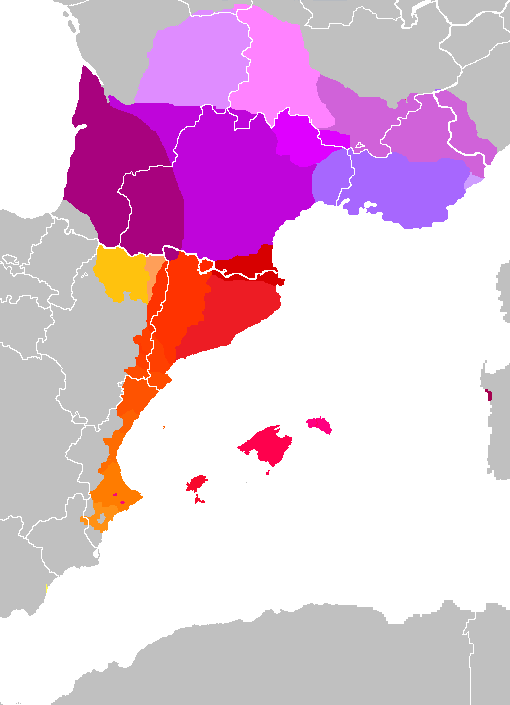
La région occitano-romane moderne.

- En élargissant l'appellation linguistique d'occitan à tout le diasystème occitano-roman contemporain, les pays catalans sont ajoutés à la région ci-dessus[27],[28]. Plusieurs intellectuels catalans ont participé au Félibrige, à l'origine du renaissantisme occitan. Le premier congrès de la langue catalane en 1906 puis surtout la déclaration en 1934, d'indépendance du catalan par rapport à l'occitan[29] ont mis un frein à cette vision panoccitaniste[30],[31].

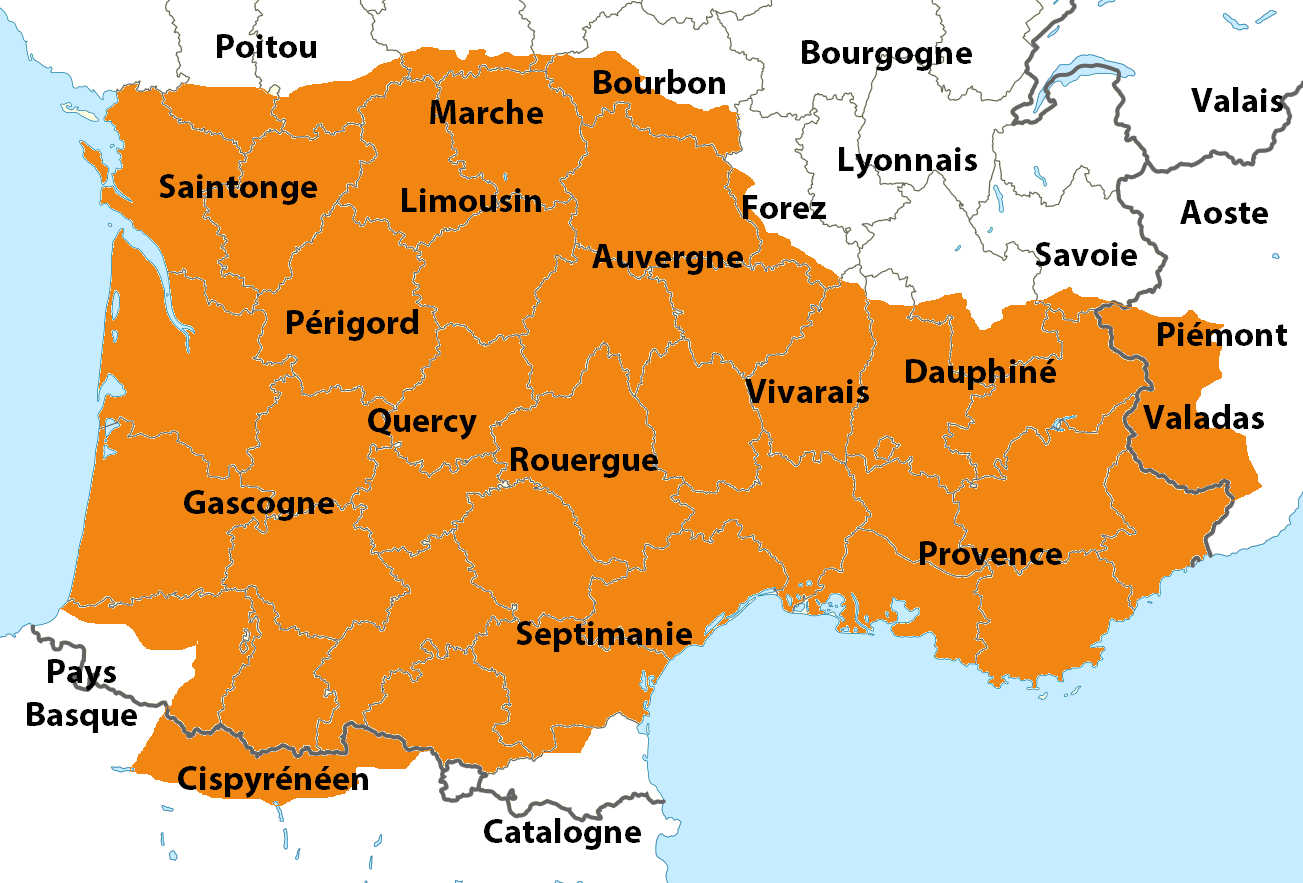
Carte de l'ancien occitan (à l'exception du catalan) au début du XIIe siècle.

- L’Occitanie s’est d’abord définie par rapport à sa civilisation, avant même sa langue[32]. Elle a fait naître en Europe le mouvement troubadour, l’idée d'égalité en droit des hommes, la tolérance raciale et religieuse et l'amour courtois[32]. Selon cette définition reprise par des historiens et des anthropologues[33], le domaine est élargi au nord jusqu'à la Loire en incluant d’anciennes régions occitanophones[34] (Aguiaine, Boischaut, Bourbonnais, etc.). Le nord de l'Italie et la Catalogne historique ont aussi été des foyers de troubadours utilisant la koinè littéraire occitane. De même le Pays basque et l'Aragon ont bénéficié de peuplements occitans anciens ou plus récents qui sont notamment à l'origine de l'apparition d'un dialecte occitan au sud des Pyrénées. On peut y noter aussi l'utilisation historique d'une scripta occitane comme langue officielle[35],[36],[37].

Le nom d’Occitanie est apparu au Moyen Âge sur la base de critères géographiques, linguistiques et culturels, pour désigner la partie du domaine royal français parlant la langue d’oc.
Sa définition actuelle est variable. Dans l’usage le plus courant, l’Occitanie désigne le territoire où l’occitan est resté usité jusqu’à aujourd'hui,,, dans les limites définies entre 1876 et le XXe siècle. Si la langue et la culture occitane y sont presque toujours associées,,,, on trouve aussi des références à une histoire commune,, une ethnie,, une patrie,, à un peuple,,,, ou à une nation,,,,,. La première étude sociologique en langue occitane pour savoir comment les occitans se définissent eux-mêmes a été commencée en 1976. L'enquête montre que la réalité occitane est définie par la langue pour 95 % des personnes, la culture (94 %), la caractérisation par une histoire commune (69 %), une ethnie (50 %), une nation (20 %). L’Occitanie, telle que définie par le territoire linguistique moderne de l’occitan, couvre la majeure partie du sud de la France actuelle, les vallées alpines de l’Ouest du Piémont, en Italie, le Val d'Aran en Espagne et Monaco, soit une superficie d'environ 190 000 km2. Elle comptait environ quinze millions d'habitants en 1999 dont environ 20 % d'habitants nés en dehors du territoire et environ 20 % des natifs l'ayant quitté. En revanche, en l’absence de recensement linguistique, on ne connaît qu'imparfaitement le nombre de locuteurs de l'occitan.
Si les précédentes notions sont en général circonscrites aux frontières linguistiques modernes de l'occitan, ce terme peut être aussi utilisé pour désigner un territoire plus vaste. Le terme "Occitanie" se banalise de plus en plus dans le vocabulaire des scientifiques. Il est utilisé particulièrement dans un sens historique et anthropologique en désignant une région s'étendant au nord jusqu'à la Loire, faisant fi des frontières linguistiques contemporaines. Dans un ouvrage écrit par des experts en histoire médiévale, sont incluses dans l'Occitanie de l'an 1000 à la fois les provinces désoccitanisées du nord (aujourd'hui principalement le Poitou et les Charentes) et la Catalogne historique (sans les Baléares et le pays Valencien) - p. 484. L’étoile à sept branches, adoptée comme emblème par le Félibrige symbolisait les sept provinces de l’Occitanie, dont l’une était catalane. L’Occitanie est en effet divisée par cette association en sept maintenances (sections) dont une était celle de Catalogne-Roussillon.

## Toponymie

### Étymologie et usage du nomOccitanie

#### Étymologie
Occitanie est la traduction du toponyme latin médiéval Occitania. La première syllabe du nom, Occ-, provient de l'occitan òc et les suivantes de l'expression latine lingua occitana, en français langue d'oc, en italien lingua d'oc. Cette dernière appellation promue par Dante définit l'ancien occitan, par la manière de dire « oui » dans cette langue, à la différence de l'italien, langue de si et de l'ancien français, langue d'oïl. Plusieurs spécialistes ont émis l'hypothèse que la terminaison -itania soit une imitation du nom [Aqu]itania (Aquitaine),. L'explication de l'origine du nom Occitania est donnée dans l'Encyclopédie de Diderot : le toponyme Occitania est un synonyme de Languedoc.
Le nom Occitanie a fait l’objet d’étymologies fantaisistes, tout comme Languedoc anciennement compris comme « lande de Goth » ou « langue de Goth » aux côtés du rapprochement à la langue d'Oc retenu aujourd'hui pour ces deux noms. Ainsi dans La Minerve Française, ouvrage collectif paru à Paris en 1818, un article décrit une histoire des changements de nom des provinces qui fait d'Occitanie un doublet du nom Occident formé au Bas-Empire, en lui donnant pour origine le sens de régions situées vers l'Ouest, et non de régions où la langue d'oc est parlée.

#### Usage en latin
La dénomination Lingua Occitana est attestée depuis 1290, dans les actes et procès-verbaux royaux pour désigner les régions du sud de la Loire rattachées au domaine royal à la suite du traité de Paris de 1229 et de la mort d'Alphonse de Poitiers en 1271 (Partes Occitaniæ Linguæ).
La forme Occitania, attestée en 1351, reste en vigueur jusqu'à la Révolution française de 1789 dans les pièces et diplômes latins relatifs au Languedoc.

#### Usage dans les langues modernes
Au début du XVIe siècle l'historien humaniste italien Paolo Emilio nomme le Languedoc Ocitania dans son ouvrage en latin,  De rebus gestis Francorum. Les traducteurs de cette œuvre en langues vulgaires reprennent ce toponyme. Ainsi Ocitania est attestée en italien en 1549 et en allemand en 1572. En français, la traduction donnée est Ocitane en 1556. Quelques décennies après leur apparition, les noms Ocitania et Ocitane entrent en concurrence avec leurs variantes à deux c plus respectueuses de l'étymologie, Occitania et Occitane. Ainsi, dans les éditions de 1616 et 1617 du Mercure François, l'expression Prouince Occitane désigne un ensemble de couvents Dominicains d'une même observance organisé en 1569.
Si en 1622 Jean-Pierre Camus utilise l'expression Prouince Occitaine mais a peut-être eu un prédécesseur, en 1644 en revanche, cet évêque de Belley est bien le premier à employer le nom moderne Occitanie. Il est suivi en 1647 par l'historien Jean Besly.
Le nom Occitania est présent dans un ouvrage historique du théologien Denis Pétau publié en anglais en 1659.

#### Usage en occitan-langue d'oc
La plus ancienne attestation imprimée connue de l'emploi d’Occitania en occitan date de 1838. Elle est attribuée à Jean-Antoine Peyrottes qui l'employa dans son éloge de Pierre-Paul Riquet, bâtisseur du Canal du Midi. Ce poème fut publié dans un recueil intitulé Poésies patoises en 1840. L'appellation Occitania est reprise au XIXe siècle par l'association littéraire du Félibrige puis est à nouveau revendiquée depuis le XXe siècle, notamment depuis la fin des années 1960 par le mouvement occitaniste.

### Diffusion des mots dérivés du radicalOccitanpendant la période contemporaine
Selon Fabre d'Olivet en 1803, Occitanie désignait autrefois les provinces du littoral méditerranéen, « cette heureuse contrée, qui s'étend des Alpes aux Pyrénées ».
Les adjectifs occitanique et occitanien sont popularisés par les publications de Fabre d'Olivet et de Rochegude, et le premier est connu dans son acception contemporaine par l’historien anglais Sharon Turner.

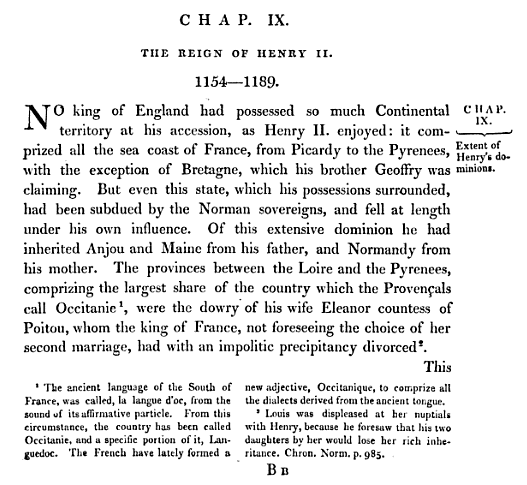
Définition de l'Occitanie donnée par l’historien anglais Sharon Turner en 1814.

Le mot occitan, nom et adjectif, est présent dans la revue La Tradition en 1900.
Selon le linguiste Nicolas Quint, « l'adjectif occitan est couramment utilisé par l'ensemble de la population pour désigner des concepts et objets mais pas des êtres humains ».
Le nom Occitanie s'est imposé à l'ensemble des régions de langue d'oc au tournant du XXe siècle aux côtés de ceux de Midi, Pays d'oc et Provence.
Le projet gouvernemental de fusion des régions Languedoc-Roussillon et Midi-Pyrénées de 2014 et sa réalisation en 2016 ont entraîné une resémantisation du toponyme Occitanie dont la presse quotidienne régionale a été le témoin, voire l'une des partenaires. Une étude montre que le choix du nom Occitanie pour la nouvelle région n'est pas l'assurance de la promotion de la langue d'oc.
Le nom Occitanie est donc commun depuis le 30 septembre 2016 à une région administrative de 72 724 km2, majoritairement occitane et partiellement catalane, et à une région culturelle bien plus vaste.

### Dénominations successives des territoires de langue d'oc
Tout comme la langue d'Oc, l'Occitanie a été désignée sous diverses appellations successives au cours de l'histoire. Au Moyen Âge et même après, l'Occitanie est morcelée en de nombreux duchés, comtés, principautés et cités-État dont les seigneurs entretiennent des liens de vassalité complexes et changeants avec les papes, les empereurs et les rois. Il s'ensuit que les noms attribués à l'Occitanie ne recouvrent très souvent qu'une partie plus ou moins vaste et précise de son territoire. En outre, ces noms ne sont pas exclusifs d'une époque et différent selon les locuteurs et les circonstances.

#### Haut Moyen Âge
- (la)Romania, selon le félibre provençal François Vidal, le Midi de la France aurait été nommé Roumanie dans un édit de Clotaire[93] mais cette affirmation est difficilement vérifiable.
- (la)Gallia Aquitanica (Gaule Aquitaine) puis (la)Aquitania ou (la)Aquitanica (Aquitaine) : ces noms venus de l'antiquité désignent la région située entre Garonne, Loire et bordure sud et sud-est du Massif central, parfois étendue jusqu'aux Pyrénées, voire jusqu'aux Alpes, formant alors un territoire proche de celui de l'Occitanie.

#### Moyen Âge central et tardif
- (oc)Proensa/Proença (anciennes formes occitanes de Provence), du latin Provincia qui désignait initialement la Province Romaine[94], ce nom est utilisé dès le XIe siècle.
- (la)Patria romana[95] (Patrie romane) : ce nom désigne l'ensemble des domaines des seigneurs méridionaux en lutte contre les croisés, cependant l'archiviste-paléographe Pierre Breillat en conteste l'existence au XIIIe siècle[96].
- (la)Lingua de hoc : latinisation partielle du glottonyme langue d'oc, expression utilisée dans un acte de Philippe IV le Bel en 1295[76].
- (ca)Lenguadoch (Languedoc), nom cité dans un manuscrit du XIVe siècle de la chronique de Bernat Desclot[68]. Selon l'historien catalan Miquel Coll i Alentorn, l'expression employée dans le manuscrit original perdu, rédigé avant fin 1288, aurait pu être « la lenga a qui dyen "hoch"' »[97] (la langue qu'ils appelaient "oc").
- (oc)Lenguadoc (Languedoc), nom cité dans un acte de 1359[98]. Selon l'abbé Louis Dufour de Longuerue, cette Lenguadoc était d'abord « de bien plus grande étenduë que n'est la Province de Languedoc ; & on comprenoit dans les Pays de la Langue-d'Oc la Guyenne, le  Limosin & l'Auvergne »[99].
- (la)Lingua occitana (Langue d'oc) ou (la)Pars occitana (Partie d'oc). Le 29 mai 1308, lors du consistoire de Poitiers, il ressort que le roi de France règne sur deux nations : l'une de lingua occitana et l'autre de lingua gallica. Cette partition entre langue d'oc et langue d'oïl dans l'espace gallo-roman est fort ancienne puisqu'elle débuta avec la romanisation elle-même[100]. En 1381, le roi Charles VI considère que son royaume comprend deux parties : « Quas in nostro Regno occupare solebar tam in linguæ Occitanæ quam Ouytanæ » soit « les pays de langue d'oc ou Occitanie et les pays de langue d'oïl ou Ouytanie[101] ».
- (la)Respublica Occitania au cours du XIVe siècle[102]. Toutefois, « par "chose publique" on entend la somme des intérêts communs des sénéchaussées, intérêts qu'elles envisagent à l'exclusion de ceux du royaume[103] » et non le territoire.
- (la)Patria linguæ occitanæ (Pays[103] de langue d'oc), dans les textes officiels du royaume de France à partir du XIVe siècle[94]. Le ressort du Parlement de Toulouse établi par l'ordonnance de Charles VII donnée depuis Saumur le 11 octobre 1443 comprend « le Pays de langue d'oc, le duché d'Aquitaine et les autres régions ou parties situées outre Dordogne ». À cette date la Patria Occitana était donc réduite au Languedoc[104].
- (la)Occitania, cette ellipse de Patria linguæ occitanæ[105] est employée par l'administration capétienne dès le milieu du XIVe siècle. Le traité de Bretigny de 1360 imposant à la France l'abandon de sa souveraineté d'une partie du Midi au profit de l'Angleterre, ce nom finit par désigner uniquement le Languedoc.

#### Temps modernes
- Provinces de l'Union (nom d'origine) ou Provinces-Unies du Midi (désignation ultérieure non consensuelle) : en février 1573 les huguenots et les catholiques modérés créent une république fédérative où chaque province jouit d'une grande autonomie face au pouvoir central[106].
- Gascogne après l'édit de Villers-Cotterêts, « on appelle du nom général de Gascogne ou de Gascons, les pays et les peuples situés à gauche de la Loire où on parle encore l'ancien provençal[74] ». Utilisé essentiellement à partir de l'accès au trône de France d'Henri IV (1589) et jusqu'à la Révolution française[107].
- Occitanie, Langue Occitanienne, Languedoc : l'avocat et historien Denis-François Secousse traduit les toponymes latins Partibus Occitanis et Lingua Occitana par ces noms dans deux recueils de lois capétiennes publiés en 1732 et 1734. Selon lui, ils désignent le pays de droit écrit situé au sud de la Gironde, de la Dordogne, de l'Auvergne et du Lyonnais au XIVe siècle. Ce vaste territoire qui s'étend de la côte landaise à la côte languedocienne et à la vallée du Rhône couvre une grande partie du domaine des parlers d'oc ; toutefois, Secousse ajoute que près de la moitié de la partie méridionale de la France étant sous domination anglaise en 1355, « la Languedoc ne comprenoit que la Province qui porte aujourd'huy ce nom, le Querci ; & le Roüergue[108] ». À partir de la seconde moitié du XVIIIe siècle plusieurs érudits attribuent à l'Occitanie ou à  la Languedoc le territoire décrit par Secousse[109],[110].

#### Depuis la fin duXVIIIesiècle
- (oc)Prouvènço/Provença, dans le sens d'ensemble des pays de langue d'oc (aussi appelée langue provençale) du sud de la Loire[111]. Le nom de Provence est encore usité dans ce sens général par les félibres comme lorsqu'ils chantent la Coupo Santo lors de la fête annuelle de l'Estello.
- Grande Provence, selon Palestra, Centenari de la Renaixança Catalana[112].
- (oc)Païs d'O/País d'Òc :  pays d'oc est cité en 1756 comme synonyme de Languedoc et Occitania par l'historien Jean-Baptiste de La Curne de Sainte-Palaye dans un chapitre des Mémoires de Littérature tirés des registres de l'Académie des inscriptions et belles-lettres[113], texte repris intégralement en 1824 dans une note de bas de page par Jean Alexandre Buchon éditeur des Chroniques de Jean Froissart[114], nom repris par Frédéric Mistral dans un discours prononcé lors de la Santo Estello d'Avignon du 21 mai 1876[115].
- (oc)Óucitanìo/Occitània, Occitanie dans le sens de l'ensemble des pays d'oc : selon le dictionnaire Lou Tresor dóu Felibrige (1878) de Frédéric Mistral, « Occitanie, nom par lequel les lettrés désignent quelquefois le Midi de la France et en particulier le Languedoc », cité ensuite en 1911 dans les statuts du félibrige[85].
- (oc)Roumanìo/Romania, en référence à l'usage médiéval d'appeler l'occitan le roman[116].
- (oc)Miejour/Miègjorn (Midi) ou France méridionale, sont des appellations géographiques vagues indiquant d'une manière assez imprécise les régions de parlers occitans du sud de la France.
- Domaine d'oc : néologisme apparu à la fin du XXe siècle chez les partisans de plusieurs « langues d'oc[117]. »

### Galerie

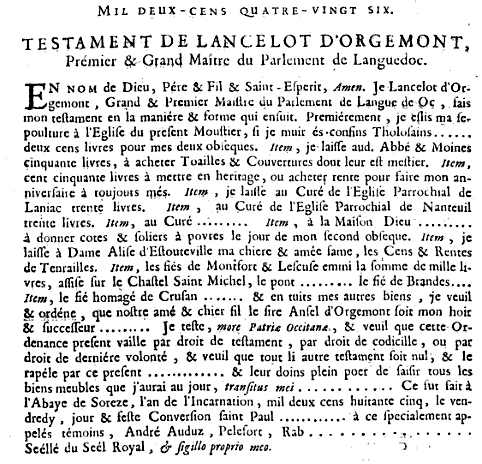
Testament de Lancelot d'Orgemont, 1286. L'installation d'un véritable Parlement à Toulouse en 1273 présidé par un certain Lancelot d'Orgemont est contestée[118]. L'original du document présenté ici pourrait dater du XVe siècle.
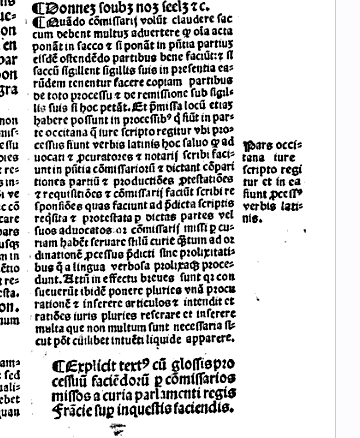
Pars occitana dans un livre imprimé en latin en 1530.
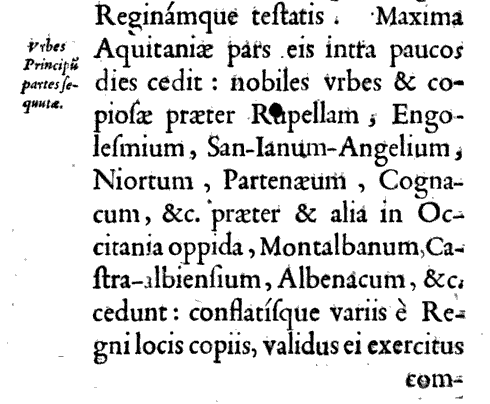
Occitania dans un livre imprimé en latin en 1575.
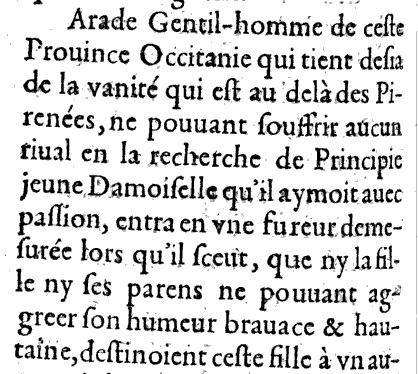
Occitanie dans le livre de Camus imprimé en 1644.
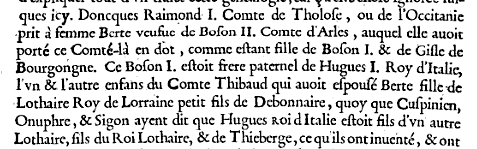
Occitanie dans le livre de Besly imprimé en 1647.
« Septimanie ou Gothie et Occitanie aujourd'huy LANGUEDOC » à l'époque mérovingienne. Description de l'Univers d'Allain Manesson-Mallet, 1683.
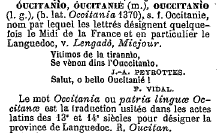
Entrée Óucitanìo dans le Trésor du Félibrige de Frédéric Mistral, 1878.

## Historiographie du concept d'Occitanie
La langue d'oc est une langue territorialisée, c'est-à-dire parlée principalement sur un territoire dont on peut décrire les frontières. Cette partie s'attache à décrire les fondements du concept d'Occitanie et la création du concept moderne d'Occitanie.

### Un objet d'étude unique: la culture d'oc
L'occitan n'est pas une langue monolithique avec par exemple un seul dictionnaire où chacun des locuteurs retrouve exactement son vocabulaire, mais une juxtaposition de variétés linguistiques formant un continuum. À des fins d'études linguistiques, les linguistes ont décrit des dialectes en se fondant sur des appellations d'anciennes provinces pour les nommer. Les noms de ces dialectes et l'usage de plusieurs standards littéraires régionaux font penser à des groupes bien délimités et homogènes, ce qui n'est pas le cas. Aussi, de nombreuses études se sont focalisées sur les différences entre les provençaux, les languedociens, etc. Il faut aussi rappeler les nombreuses caractéristiques communes de l'espace culturel occitan et qui ne sont généralement pas considérées comme partisanes.

#### La conscience d'une culture commune
Robert Lafont développe cette idée dans l'introduction de l’Histoire et anthologie de la littérature occitane. La référence aux troubadours est essentielle. Cet argument socio-linguistique est modulé selon les auteurs mais il est accepté par tous les courants, y compris chez les auteurs qui parlent de domaine d'oc, puisque par définition, leur étude du domaine d'oc repose sur la conscience de l'existence d'une culture commune.

#### L'intercompréhension

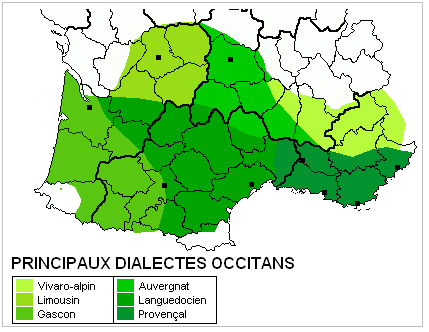
Variations dialectales de l'occitan

Les différents locuteurs de la langue partagent de nombreux traits communs (l'accentuation tonique, un vocabulaire proche, l'emploi fréquent du subjonctif, etc.) qui permettent une compréhension mutuelle. Pour les occitanistes, cette intercompréhension signifie que l'occitan est une seule langue, pour les autres, elle signifie que ces langues sont très proches mais tous acceptent que les locuteurs de cet espace se comprennent.
La division de l'occitan en dialectes est une représentation simplifiée qui permet de situer des grands groupes de parlers. Les différences entre dialectes voisins sont souvent prises pour des spécificités uniques à ceux-ci. Mais elles se retrouvent souvent dans un dialecte plus éloigné. Par exemple, le mot journal se dit jornau en provençal mais jornal en languedocien, et à nouveau jornau en gascon. Le mot cheval se dit chivau en gascon (cabalh existe aussi mais est peu usité), cabal en languedocien, et peut se dire chivau en vivaro-alpin et en provençal. Même sans avoir étudié l'occitan, les locuteurs expérimentés comprennent rapidement les correspondances existantes entre variantes.

#### Des caractéristiques sociales communes
Les caractéristiques sociales de l'Occitanie ne sont pas éternelles et intangibles car des facteurs de mutations endogènes et le jeu des influences européennes, notamment avec le Nord de la France, peut estomper ces particularités sociales.

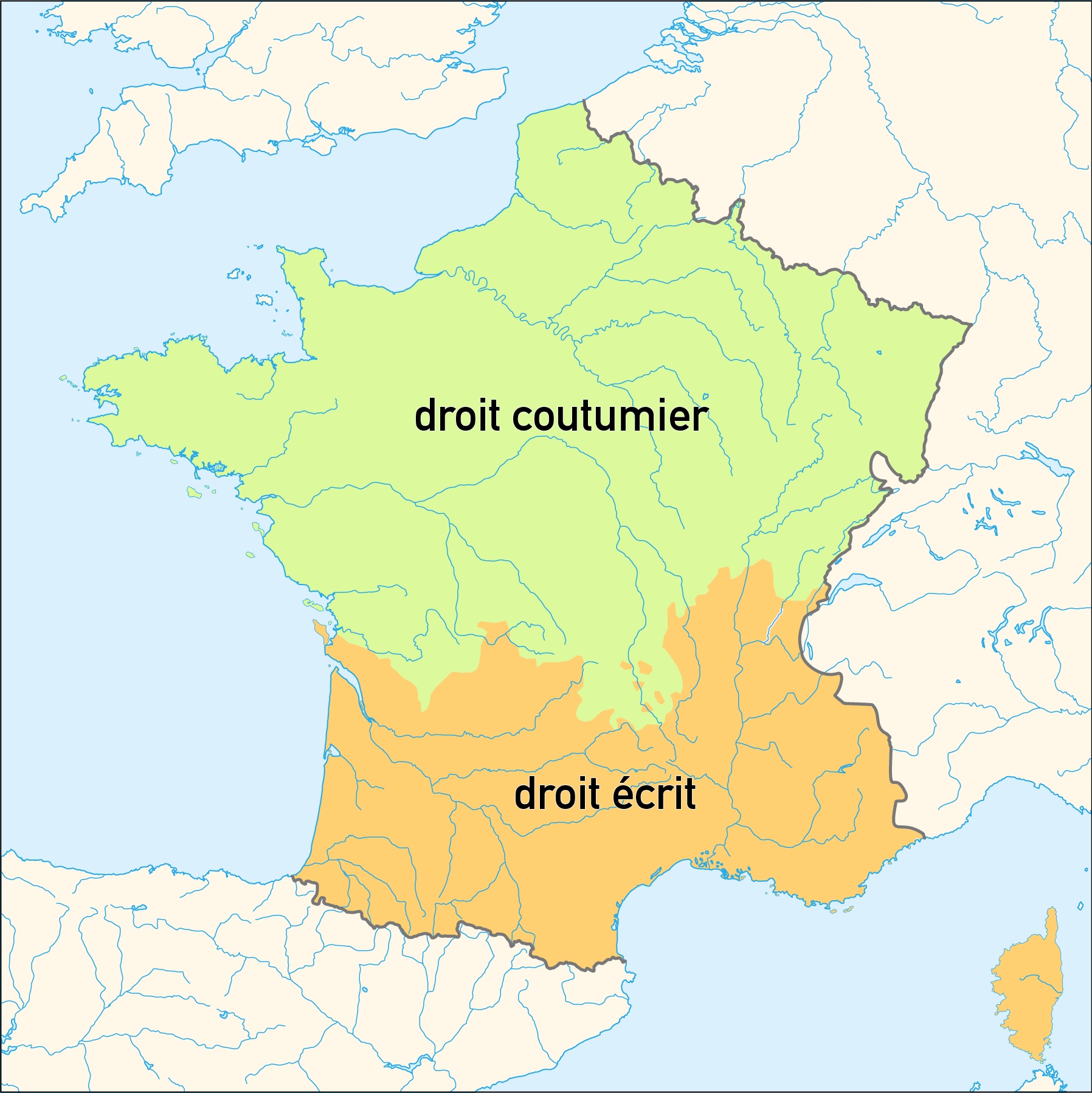
Pays de droit écrit (dans le sud) et pays de droit coutumier (nord) sur la carte de la France de 1791

L'exemple le mieux étudié est celui du droit romain qui se maintient mieux dans la société alto-médiévale occitane que dans le Nord de la France grâce aux promulgations de lois wisigothes et burgondes. Dès le milieu du XIe siècle, l'enseignement du Digeste repris peu après Bologne dans les universités de Toulouse, Montpellier, Avignon, Perpignan… favorisera une renaissance massive du droit écrit en Occitanie. C'est à la fin du XVe siècle que le pouvoir royal français fixe une limite à la progression vers le Nord du droit écrit hérité des Romains.
La prépondérance du droit écrit en Occitanie a aussi permis au peuple d'utiliser le testament dès le Moyen Âge afin de favoriser un héritier unique, portant ainsi des valeurs religieuses, politiques et économiques spécifiques.
En ce qui concerne l'éducation : Pierre Goubert et Daniel Roche écrivent, pour expliquer la faible alphabétisation en Occitanie au XVIIIe siècle, qu'il existe sur ces territoires une confiance maintenue dans les vieux langages vulgaires. Les rapports à l'éducation sont aujourd'hui complètement inversés entre le nord et le sud de la France grâce à l'empreinte anthropologique de la famille souche,,.
D'un point de vue démographique, l'influence de la famille souche se ressent toujours par la faible présence des familles avec de nombreux enfants et des taux de fécondités faibles
En politique, de nombreux débats ont eu lieu aussi autour de l'expression « Midi rouge » forgée par Maurice Agulhon pour savoir si le « pays d'oc » avait été plus « républicain » que la moitié nord de la France. Emmanuel Todd en analysant les régions ayant voté pour Jean-Luc Mélenchon, se qualifiant lui-même de républicain, lors des élections présidentielles de 2012, déclare que « ce qui saute aux yeux, c'est son inscription générale dans l'espace de la famille souche occitane [...] qui aime les structures verticales, l'État ou l'Église. »
Enfin, pour André Armengaud, ces caractéristiques sociales communes permettent d'écrire une synthèse historique. Mais depuis 1979, aucune autre Histoire d'Occitanie n'a été entreprise[réf. nécessaire].

### L'apparition du concept moderne d'Occitanie
Si le toponyme Occitanie apparaît en français dès le milieu du XVIIe siècle,, puis en 1732 dans un recueil de lois de l'ancien régime, il ne devient courant qu'au XIXe siècle. Ainsi, le duc d'Angoulême complote-t-il en vue de l’établissement d’un royaume ou d'une vice-royauté d’Occitanie au moment de la Restauration.
Le nom Occitanie figure dans le Tresor dóu Felibrige et nacioun óucitano dans les statuts de cette organisation en 1911.
Dans l'entre-deux-guerres, une école félibréenne, l’Escòla Occitana est créée en 1919 en Languedoc toulousain. En 1927, Prosper Estieu et Joseph Salvat fondent le Collège d'Occitanie.
La Societat d'estudis occitans voit le jour en 1930. Ces initiatives (ainsi que d'autres) restent très liées, notamment par la double appartenance de leurs principaux animateurs au Félibrige et à un mouvement nouveau.
Après la Seconde Guerre mondiale, la création de l'Institut d'études occitanes (IEO) présidé par un résistant (à une époque où le Félibrige comme la SEO étaient entachés par des procès de collaboration), mais surtout son action en matière de réforme linguistique, notamment sa volonté d'adapter la norme classique occitane à l'écriture du provençal, marquent une rupture avec une fraction importante du Félibrige.
François Fontan crée le Parti nationaliste occitan en 1959.
En France, l’Occitanie est confrontée à un refus de reconnaissance de l'occitan puisque depuis 1992, le français est la seule « langue de la République ». En 1994, elle est rendue obligatoire dans l'espace public (lieux de commerce et de travail, transports en commun…) et dans l'administration (lois, règlements, documents, jugements...).
En 2015 avec la perspective de la création d'une grande région regroupant Midi-Pyrénées et Languedoc-Roussillon, le nom Occitanie est arrivé en tête d'un sondage en ligne organisé par la presse régionale (23 % des 202 000 votants, devant Occitanie-Pays catalan à 20 %). À noter toutefois, un taux de soutien variable selon l'origine géographique des votants. Dans le cadre de la réforme territoriale, une consultation, le nom de ma région, organisée par le conseil régional Languedoc-Roussillon-Midi-Pyrénées a lieu au printemps 2016 pour donner un nom à la nouvelle région regroupant Midi-Pyrénées et Languedoc-Roussillon. Occitanie est placé en tête (44,90 % des suffrages), soit par 91 598 votants. Derrière, arrive Languedoc-Pyrénées avec 17,31 % des suffrages, puis Pyrénées-Méditerranée (15,62 %), Occitanie-Pays Catalan (12,15 %) et enfin Languedoc (10,02 %). Cette nouvelle région s'appelle désormais Occitanie (avec le sous-titre Pyrénées-Méditerranée), selon le vote des conseillers régionaux le 24 juin 2016, et après validation par le Gouvernement et le Conseil d'État français.

## Histoire
(§ à fusionner avec les deux qui suivent :

L’espace occitan est identifié dès l’Empire romain sous le nom de Viennoise ou de Sept-Provinces (latin : Septem Provinciæ), et au début du Moyen Âge sous le nom d’Aquitaine (Aquitanica, royaume wisigoth de Toulouse, avant la conquête franque). Il retrouve une certaine unité à l'époque carolingienne sous le nom de royaume d'Aquitaine (aussi dénommé royaume de Toulouse) dont les délimitations territoriales correspondent grosso modo à l'espace linguistique de l'ancien occitan ou de la Viennoise romaine.)
(§ à fusionner avec celui qui précède et celui qui suit :

Dioecesis Viennensis (Diocèse de Vienne) et (la)Dioecesis Septem Provinciarum (Diocèse des Sept Provinces), sous Dioclétien et Constantin lors d'une division de l'Empire romain, la Gaule est divisée en diocèses et celui de Vienne a sa frontière sur la Loire, contourne le Massif central et passe le Rhône entre Lyon et Vienne.
À la période romaine tardive (après 355 AD), la majeure partie de l'Occitanie était connue comme Aquitania (« Aquitaine »), fait partie du diocèse romain de Vienne (Viennensis ou Septem Provinciæ - Les « Sept Provinces ») représentant une grande Provincia (« province », d'où le nom moderne « Provence »). Les régions septentrionales de ce qui deviendra la France ont été appelées Gallia (simplement « Gaule ») tandis qu'au sud, la Gallia Aquitania ou Aquitanica est un nom utilisé à l'époque médiévale pour désigner l'Occitanie (c'est-à-dire le Limousin, l'Auvergne, le Languedoc et la Gascogne), incluant aussi la Provence au début du VIe siècle.)
(§ à fusionner avec les deux qui précèdent :

L'Occitanie a été souvent politiquement unie pendant le haut Moyen Âge, sous le royaume wisigoth et sous plusieurs souverains mérovingiens et carolingiens. À Thionville, neuf ans avant sa mort (805), Charlemagne a envisagé de partager son empire en trois territoires autonomes en fonction des cultures et des langues vernaculaires : un territoire « francien » autour des Francs, incluant les pays de langue d'oïl et de langues germaniques, un territoire nord-italien et est-alpin autour des Lombards et des Bavarois, et enfin un territoire qui est à peu près l'Occitanie moderne, issue de l'union de la « grande Provence » et de l'Aquitaine.
Aquitania (Aquitaine) : en 781, Charlemagne crée un nouveau royaume d'Aquitaine et nomme son fils Louis à sa tête. Ce nouvel État comprenait l'Aquitaine proprement dite (région entre Garonne et Loire et le Massif central) ainsi que la Vasconie. En 806, Charlemagne partage son empire et Louis reçoit, outre l'Aquitaine, la Marche d'Espagne, la Septimanie et la Provence.)
Ce projet ne se concrétisa pas car à la division de l'Empire franc (843), ce sont trois royaumes francs occidental, central et oriental qui furent dévolus respectivement à Charles le Chauve (la « Francie », d'où le nom vernaculaire « France »), à Lothaire (la « Lotharingie », d'où le nom vernaculaire « Lorraine ») et à Louis le Germanique (la « Germanie », d'où le nom vernaculaire « Empire germanique ») ; l'Occitanie, initialement incluse en « Francie », se divisa à son tour en différents comtés, duchés, royaumes, évêchés et diocèses, ainsi qu'en communes fortifiées autonomes. Depuis, le pays n'a été politiquement uni qu'entre la révolution française (1789) qui institua les départements, et le regroupement de ceux-ci en régions dans la seconde moitié du XXe siècle. Depuis 2016, l'Occitanie historique est partagée entre les quatre régions administratives françaises de Nouvelle-Aquitaine, Occitanie, Auvergne-Rhône-Alpes et Provence-Alpes-Côte d'Azur, auxquelles s'ajoutent très marginalement le Val d'Aran espagnol et quelques vallées vallées alpines du Piémont italien.

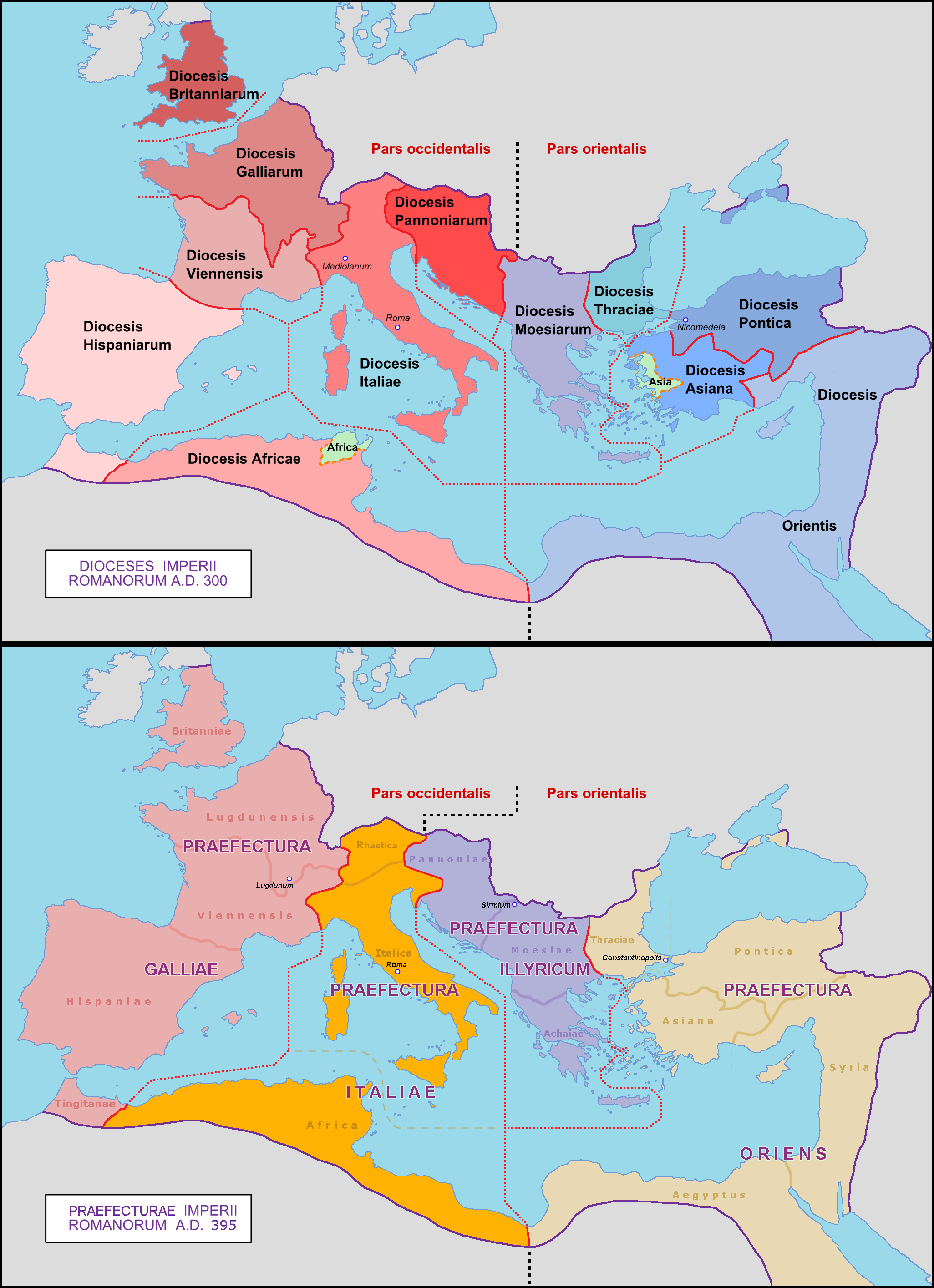
- Le diocèse romain de Vienne aux IVe et Ve siècles
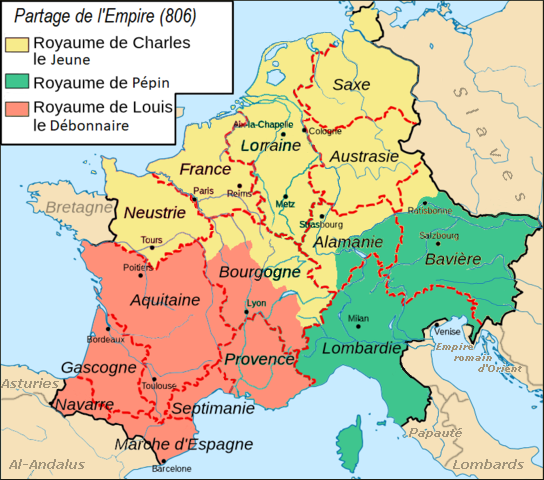
Partage de l'Empire carolingien envisagé en 806.
Partage décidé à Verdun en 843.
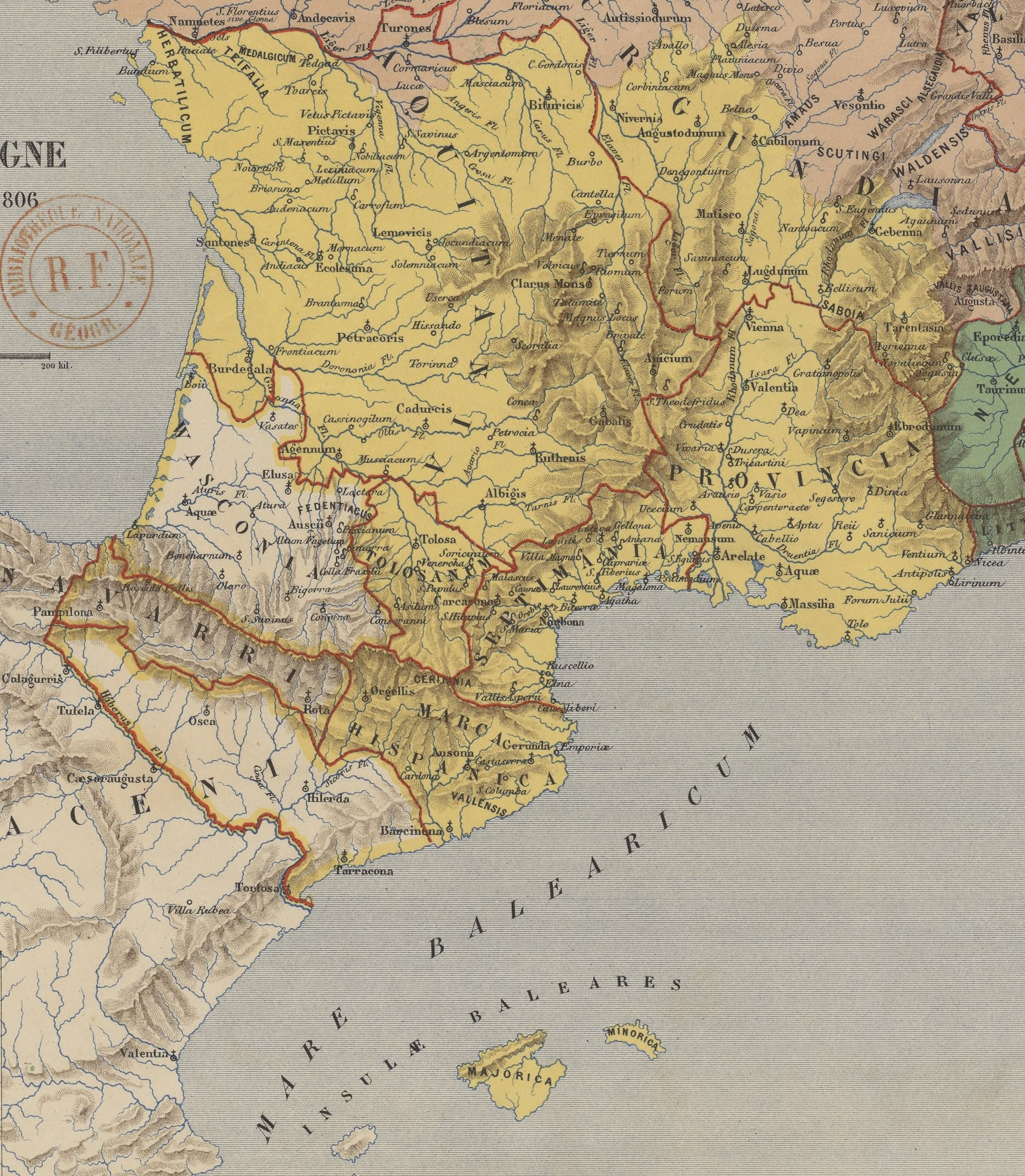
Le royaume d'Aquitaine après le partage de 806 :   - Royaume d'Aquitaine et ses pays tributaires

Du IXe au XIIIe siècle, l'Occitanie a subi un enchevêtrement de différentes allégeances envers des souverains nominaux, connues sous le nom de Grande guerre méridionale. Les ducs d'Aquitaine, les comtes de Foix, les comtes de Toulouse et les rois aragonais ont rivalisé dans leurs tentatives de contrôler les différents pays de l'Occitanie. Plusieurs tentatives d'unification politique ont eu lieu, surtout entre le XIe et le XIIIe siècle. En 1137, le comté de Barcelone s'unit avec le royaume d'Aragon, donnant un avenir davantage tourné vers le sud que vers le nord et le reste des territoires occitans. Néanmoins, l'Occitanie est restée unie par une culture commune qui se jouait des frontières politiques, en perpétuels mouvements. Les noms Occitania et « occitan » (langue occitane) sont apparues dans les textes latins dès 1242-1254 à 1290. Au cours des années suivantes du début du XIVe siècle, plusieurs textes existent dans lesquels il est fait indirectement référence au territoire comme « le pays de la langue occitane » (Patria Linguæ Occitanæ). Depuis le Moyen Âge, l'Occitanie a une certaine conscience de son unité comme le montre l'important développement de la littérature de langue occitane aux XIIe et XIIIe siècles. Cette unité se retrouve maintenant sous la dénomination de Midi. La littérature occitane était glorieuse et prospère, les troubadours ont inventé l'amour courtois (fin'amor). La langue d'Oc était utilisée dans tous les milieux cultivés européens.
Mais à partir du XIIIe au XVIIe siècle, les rois de France ont conquis progressivement l'Occitanie, parfois par la guerre et l'extermination de la population, parfois en usant d'intrigues politiques subtiles. Fragilisé par plusieurs décennies de conflits internes, les états occitans sont vaincus à l'issue de la croisade des albigeois. Au XIVe siècle, les ravages causées par la Guerre de Cent ans entraînent en Charentes le remplacement de la population occitane par une population poitevine. En 1481, le comté de Provence jusqu'ici de facto indépendant du Saint-Empire est annexé par le royaume de France. Dès la fin du XVe siècle, la noblesse et la bourgeoisie ont commencé à apprendre le français alors que le peuple conservait l'occitan (ce processus a commencé au XIIIe siècle dans deux régions les plus septentrionales, dans le nord du Limousin et dans le Bourbonnais). En 1539, François Ier a émis le décret de Villers-Cotterêts qui impose l'usage du français dans l'administration. Mais en dépit de mesures comme celle-ci, un fort sentiment d'identité nationale contre l'occupant français est resté. Jean Racine a écrit lors d'un voyage à Uzès en 1662 : « Nous appelons ici la France tout le pays qui est au-delà de la Loire. Celui-ci passe comme une province étrangère. ».
En 1789, les comités révolutionnaires ont essayé de rétablir l'autonomie des régions du Midi. Ils ont utilisé la langue occitane mais le pouvoir jacobin les neutralisera.
L'Aquitaine historique ne doit pas être confondue avec la région française moderne qui a porté le même nom : c'est la principale raison pour laquelle le terme Occitanie a été relancé dans le milieu du XIXe siècle.
Depuis le XIXe siècle, plusieurs mouvements ont essayé d'améliorer l'utilisation sociale de l'occitan et d'obtenir la reconnaissance publique de la culture occitane. Le XIXe siècle a connu une forte reprise de la littérature occitane et l'écrivain Frédéric Mistral a reçu le prix Nobel de littérature en 1904. Mais à partir de 1881, les enfants qui parlaient occitan à l'école ont été punis conformément aux recommandations du ministre Jules Ferry. Cela a conduit à une dévalorisation de la langue appelée la vergonha (la honte). L'ensemble des quatorze millions d'habitants de la région parlaient occitan en 1914, mais le français a pris le dessus au cours du XXe siècle. Au XXIe siècle la langue d'oc n'occupe qu'un espace médiatique très marginal et c'est pourquoi le mouvement occitaniste revendique d'abord une politique culturelle et éducative nouvelle pour favoriser sa diffusion et son enseignement, tandis que l'autonomie régionale voire l'indépendance complète sont des objectifs à bien plus long terme.
La reconnaissance de l'occitan a été plus aisée dans les pays voisins sans tradition jacobine : en Espagne en 1990, l'occitan a été reconnu comme une langue officielle du Val d'Aran, puis dans toute la Catalogne en 2006. En Italie en 1999, c'est devenu une langue protégée dans une grande partie des vallées occitanes italiennes,. Toutefois en 2007 la région française Midi-Pyrénées et le département des Pyrénées-Orientales (de tradition catalane : voir Rosilhon) ont adopté des dispositions en faveur de la langue et de la culture occitanes. En 2009, c'est aussi le cas de la région Rhône-Alpes.

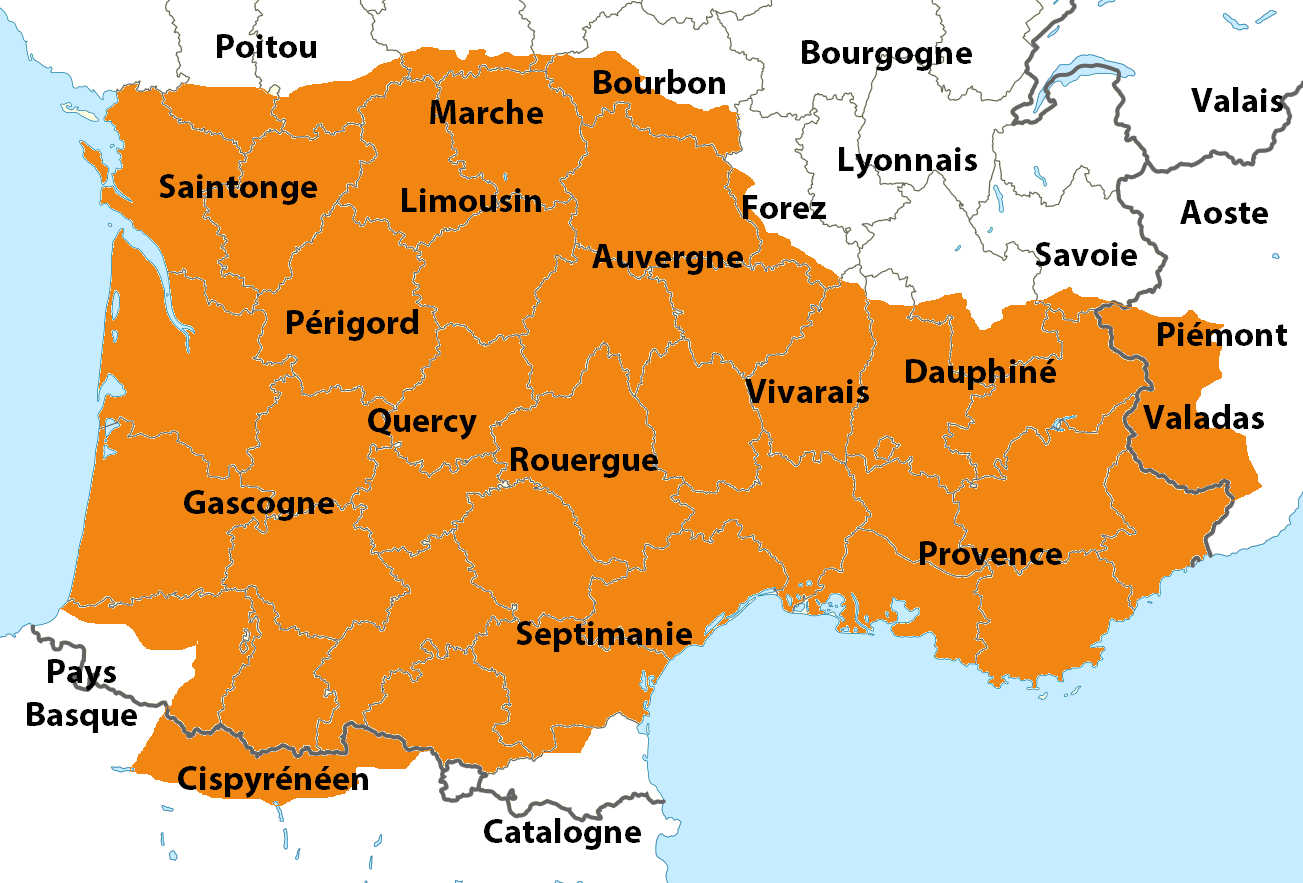
L'espace linguistique de l'ancien occitan correspond grosso modo aux espaces politiques romains (Septem Provinciæ) et francs (royaume d'Aquitaine) avant le second projet de partage de l'Empire de Charlemagne en « trois Francies ».
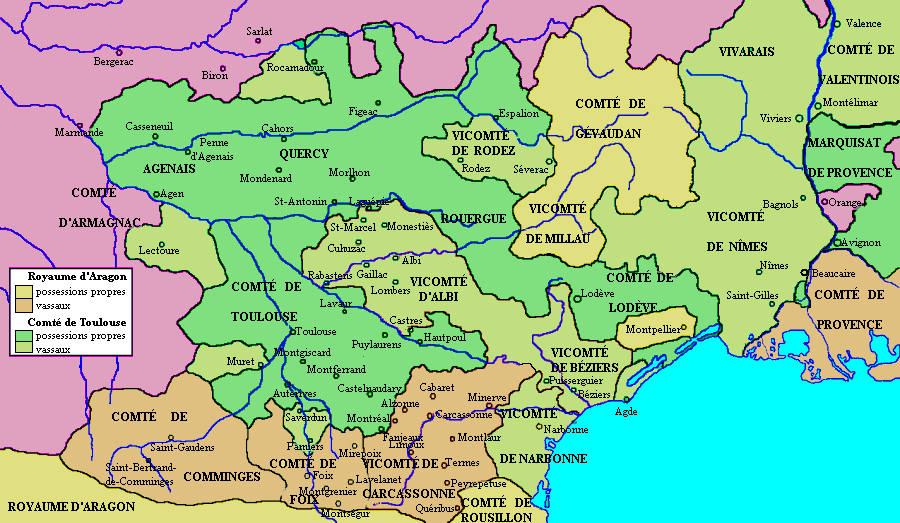
Couronne d'Aragon et son allié le comté de Toulouse, ainsi que leurs vassaux en 1209.
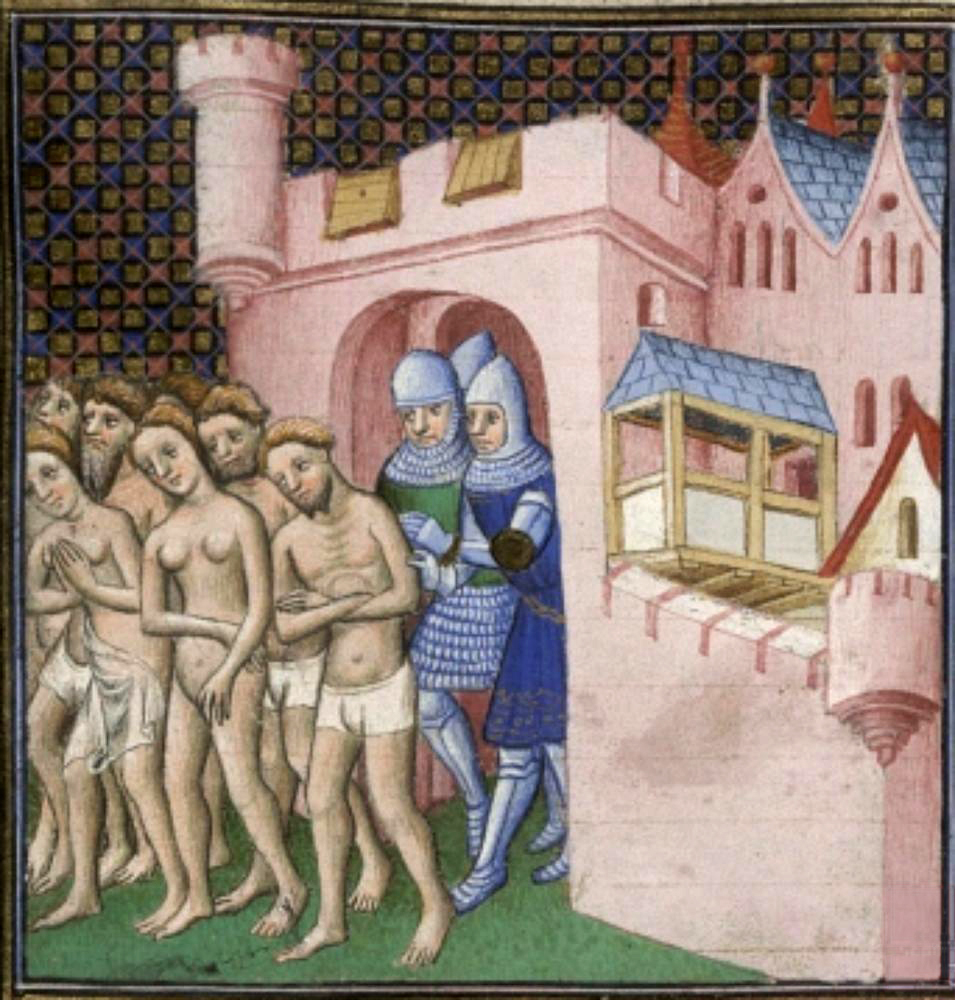
L'expulsion des habitants de la ville de Carcassonne lors de la croisade des barons (1209).

### Chronologie
En 2016 apparaît sur la carte de France, entre Rhône et Pyrénées, une nouvelle région du nom d'Occitanie. Sur ce territoire, mais avec quelques variantes, l’appellation Occitania ou « Occitanie » a été utilisée presque sans interruption pendant plus de 500 ans, de la fin du XIIIe siècle jusqu'à la fin du XVIIIe siècle, par les rois de France, les Parlements successifs et les états du Languedoc. Au milieu du XIXe siècle, les linguistes, poètes et écrivains s'emploieront à désigner sous cette même appellation, tout l'espace de la langue d'oc ou occitan.
Le nom « Occitanie » recouvre donc deux réalités aussi légitimes que différentes. Il en est de même pour d’autres territoires tels que l’Europe (Union européenne et Europe de l’Atlantique à l’Oural, Europe du Bosphore au cap Nord…) ou l’Amérique (Du détroit de Béring à la Terre de Feu, les États-Unis…). La croix occitane, anciennement croix du Languedoc, figure sur de nombreux blasons ou logos de régions, villes, organismes et associations des pays occitans, entre Italie et Catalogne. Ses origines sont incertaines et ses significations diverses, solaires, zodiacales, voire ésotériques. La croix occitane, caractérisée par ses douze bulles ou pommettes, apparaît dès la deuxième moitié du XIe siècle sur les blasons des comtes de Toulouse. Elle sera abondamment reprise depuis ce XIe siècle. La croix occitane est aujourd’hui un des emblèmes majeurs des deux acceptions de l’Occitanie. Elle est également l’emblème le plus respecté et le plus familier de la langue et de la culture occitane.

## Géographie

### Généralités

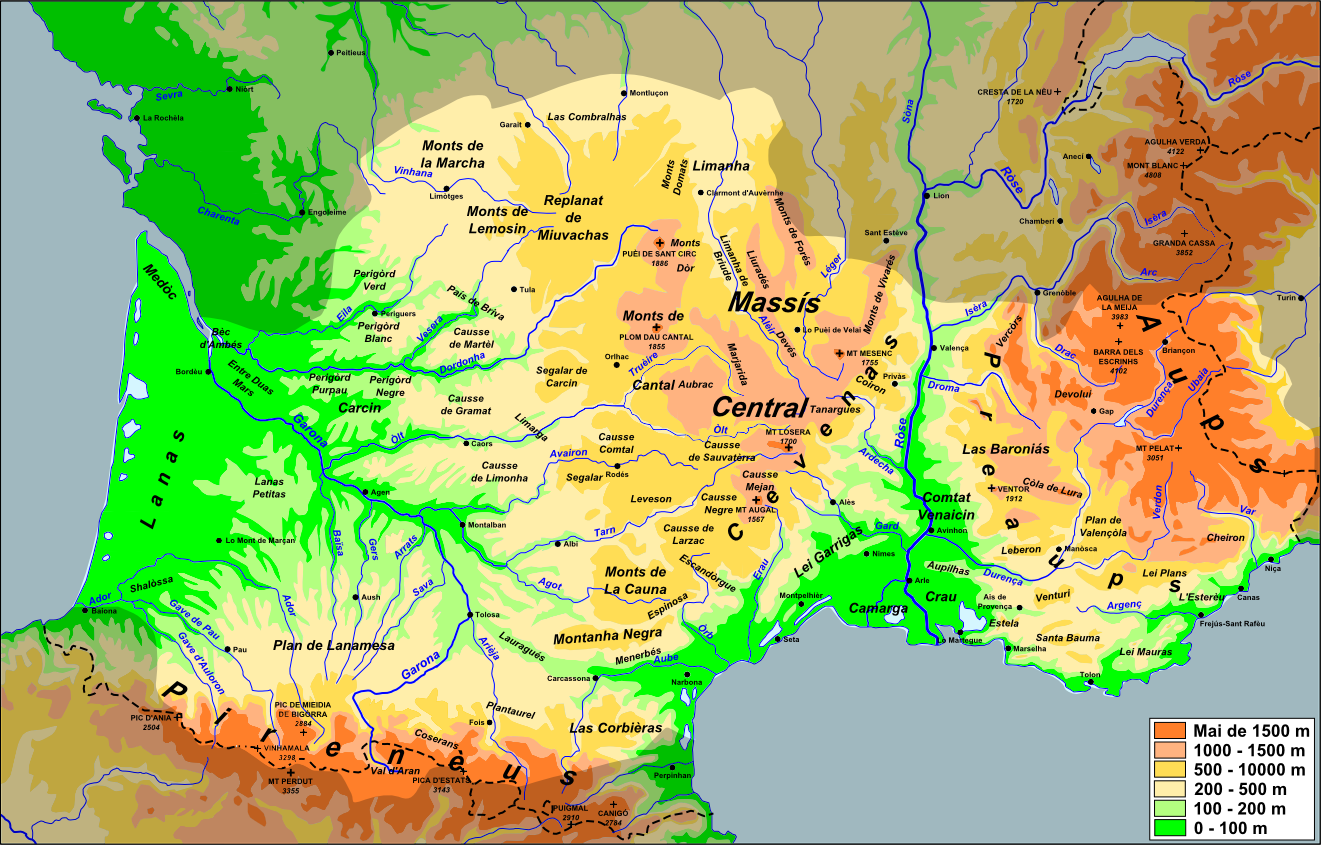
Topographie de l'Occitanie.

L'Occitanie forme un grand isthme entre la péninsule ibérique et le reste de l'Europe, en s'étendant entre deux mers : la mer Méditerranée et l'océan Atlantique et trois massifs montagneux : les Alpes, le Massif central et les Pyrénées.
Dans l'ensemble, ce qui caractérise ces pays d'oc est leur ossature montagneuse avec trois refuges « quasi inexpugnables » (les Pyrénées, le Massif central et les Alpes) entrecoupée de nombreuses vallées et plateaux, bordés d'un paysage de type collinaire. Seul le cœur du bassin aquitain (Aquitaine signifie littéralement « terre des eaux »), les plaines côtières de la Méditerranée et la vallée du Rhône contrastent par des paysages de plaines de faible altitude.
Les plus grandes villes sont, d'ouest en est : Bordeaux, Limoges, Toulouse, Clermont-Ferrand, Montpellier, Marseille, Aix-en-Provence, Toulon et Nice.
L'Occitanie s'étend sur quatre États :
- En France : l'Occitanie correspond à peu près à l'appellation vague de « Midi », tel que les parisiens et les français du nord appellent couramment cette région, à savoir l'essentiel du Massif central et presque toutes les régions du sud, sauf la Corse, la plus grande partie des Pyrénées-Orientales (où l'on parle catalan) et le Pays basque.
- En Italie : les Vallées Occitanes, dans les Alpes (rattachées aux régions Piémont et Ligurie).
- En Espagne : le Val d'Aran.
- À Monaco : qui est un cas particulier puisque le ligure y est aussi largement présent.

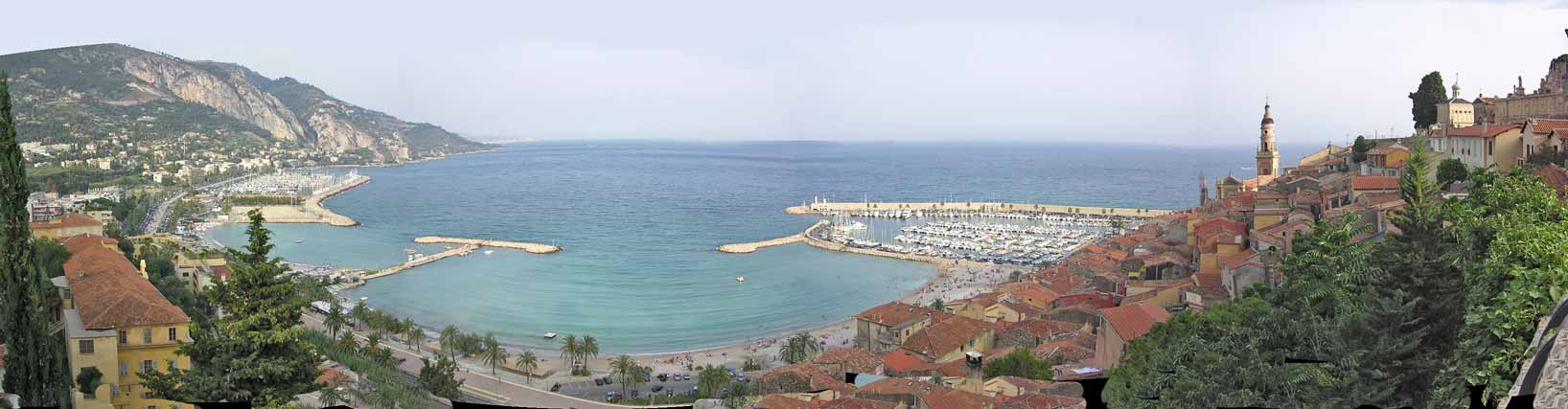
Menton, en Provence, la ville la plus orientale du littoral occitan.
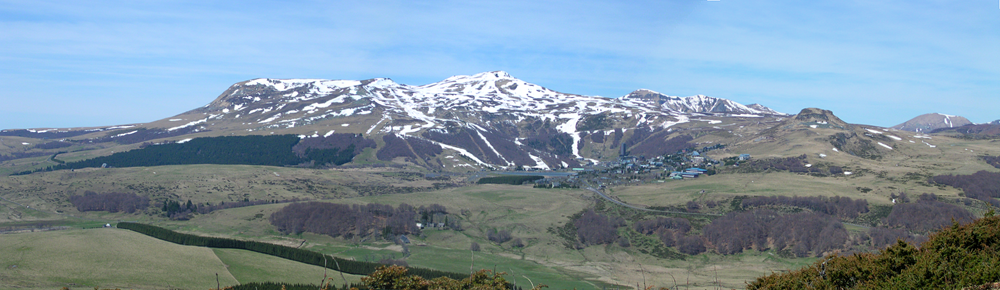
Les Monts d'Auvergne.
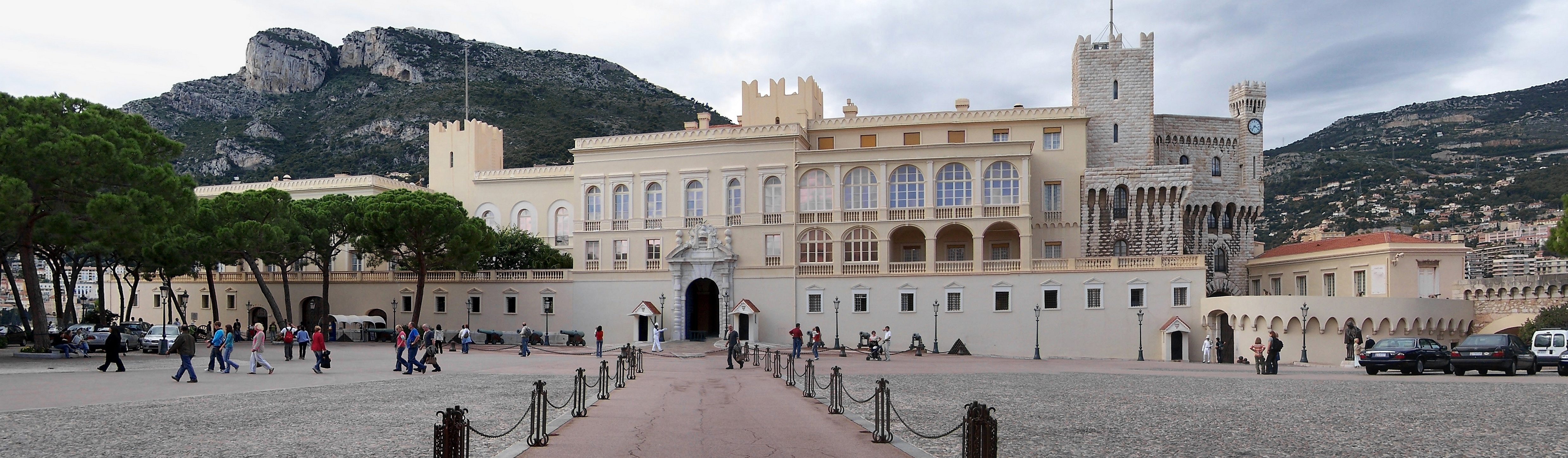
Le palais princier de Monaco.
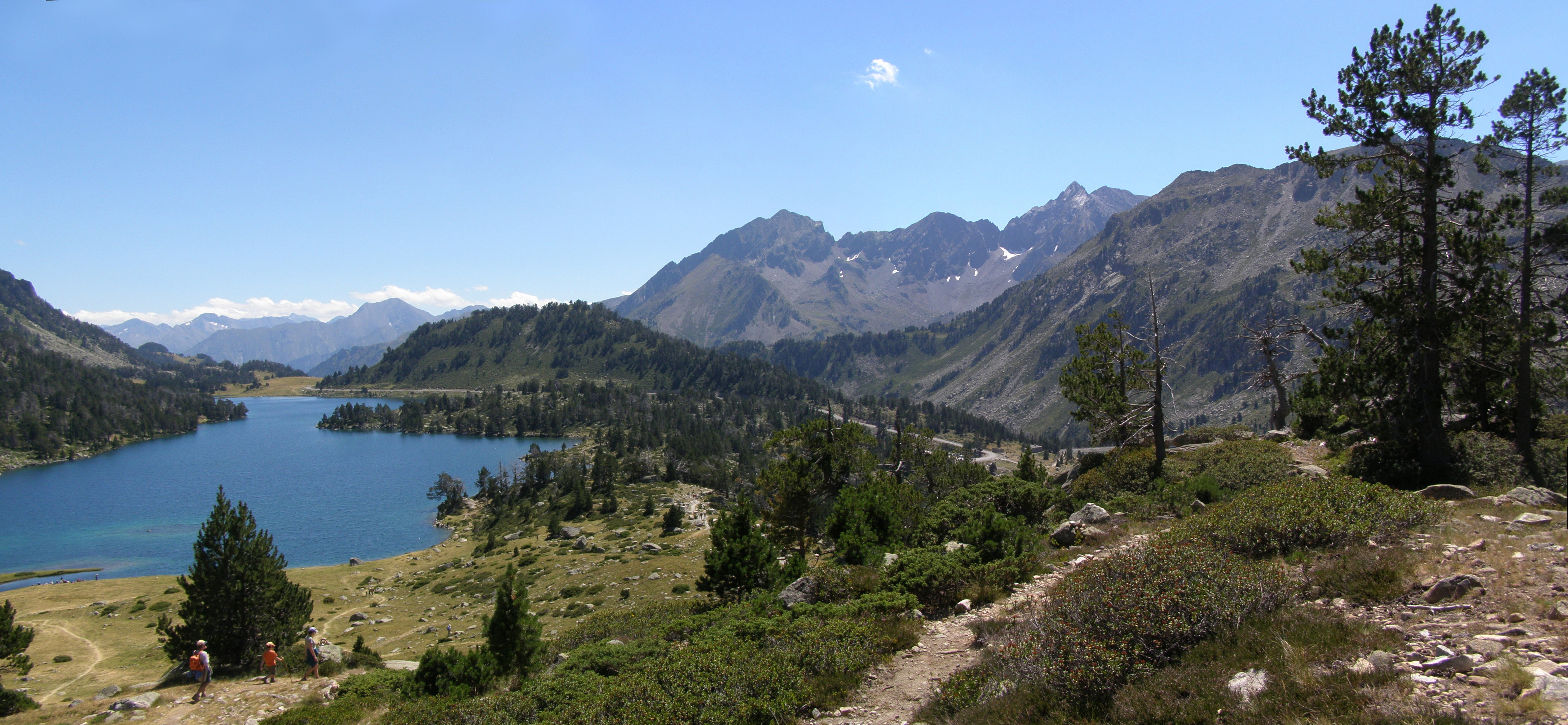
Parc national des Pyrénées.
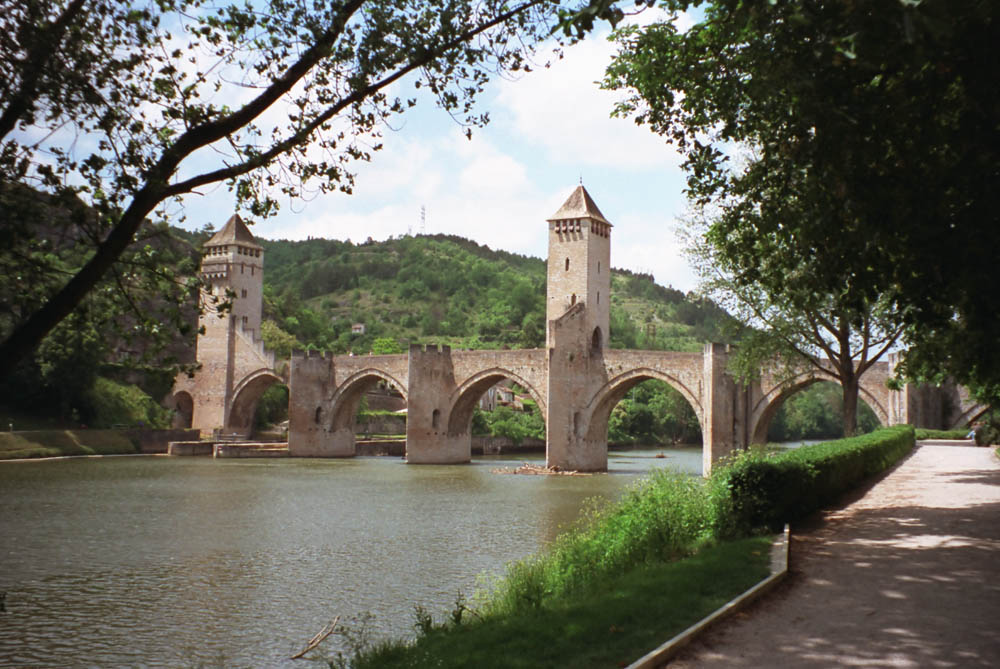
Pont médiéval de Cahors.

### Régions culturelles et historiques

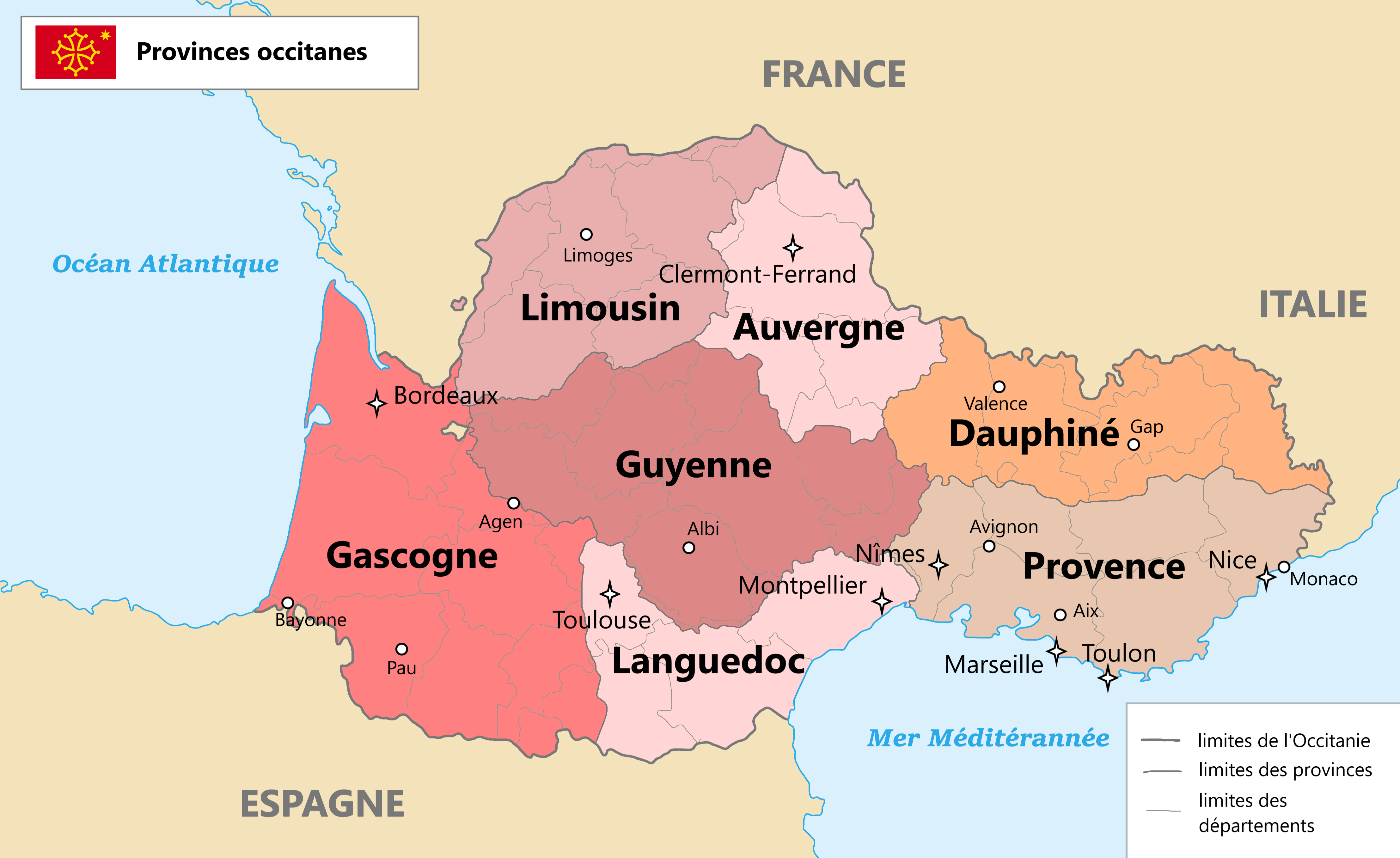
Régions culturelles ou provinces d'Occitanie, d'après François Fontan.

À l’intérieur de chaque ethnie, existent des nuances, des subdivisions : ce sont les régions ou provinces. Il est assez malaisé de définir et de délimiter les provinces occitanes, car les résultats différent assez largement selon que l’on adopte des critères linguistiques, géographiques ou historiques.
Les régions d'Ancien Régime qui composent l'Occitanie sont les suivantes : Auvergne, Forez (frange ouest et sud), Bourbonnais (moitié sud), Couserans, Dauphiné (moitié sud), Comté de Foix, Comté de Nice, Périgord, Gascogne, Guyenne, Languedoc, Angoumois (extrémité orientale), Limousin, Poitou (extrémité sud-est), Marche, Provence, Comtat Venaissin, Velay, Vivarais.
| Provinces occitanes traditionnelles 1. Béarn (Pau) — 6 800 km2 (est.) 2. Guyenne & Gascogne (Bordeaux) — 69 400 km2 (est.) 3. Limousin (Limoges) — 9 700 km2 (est.) 4. Marche (Limousin) (Guéret) — 7 600 km2 (est.) 5. Auvergne (Riom) — 19 300 km2 (est.) 6. Languedoc (Toulouse) — 45 300 km2(est.) 7. Dauphiné (Grenoble) — 8 500 km2 (est.) 8. Comté de Nice (Nice) — 3 600 km2 (est.) 9. Provence (Aix-en-Provence) — 22 700 km2 (est.) 10. Comtat Venaissin (Carpentras) — 3 600 km2 (est.) 11. Comté de Foix (Foix) — 3 300 km2 (est.) X. Bourbonnais (moitié sud) — approx. 3 200 km2 (est.) |

### Divisions administratives
France

Délimitation de l'espace occitan (traits rouges) au sein des régions administratives françaises (2016).
Pyrénées-Atlantiques : limites sud et ouest de l'Occitanie (ligne jaune). Exclave occitanophone au sein du Pays basque (pointillés jaunes). La communauté d'agglomération du Pays Basque (en rouge). La limite des provinces basques historiques (pointillés verts).
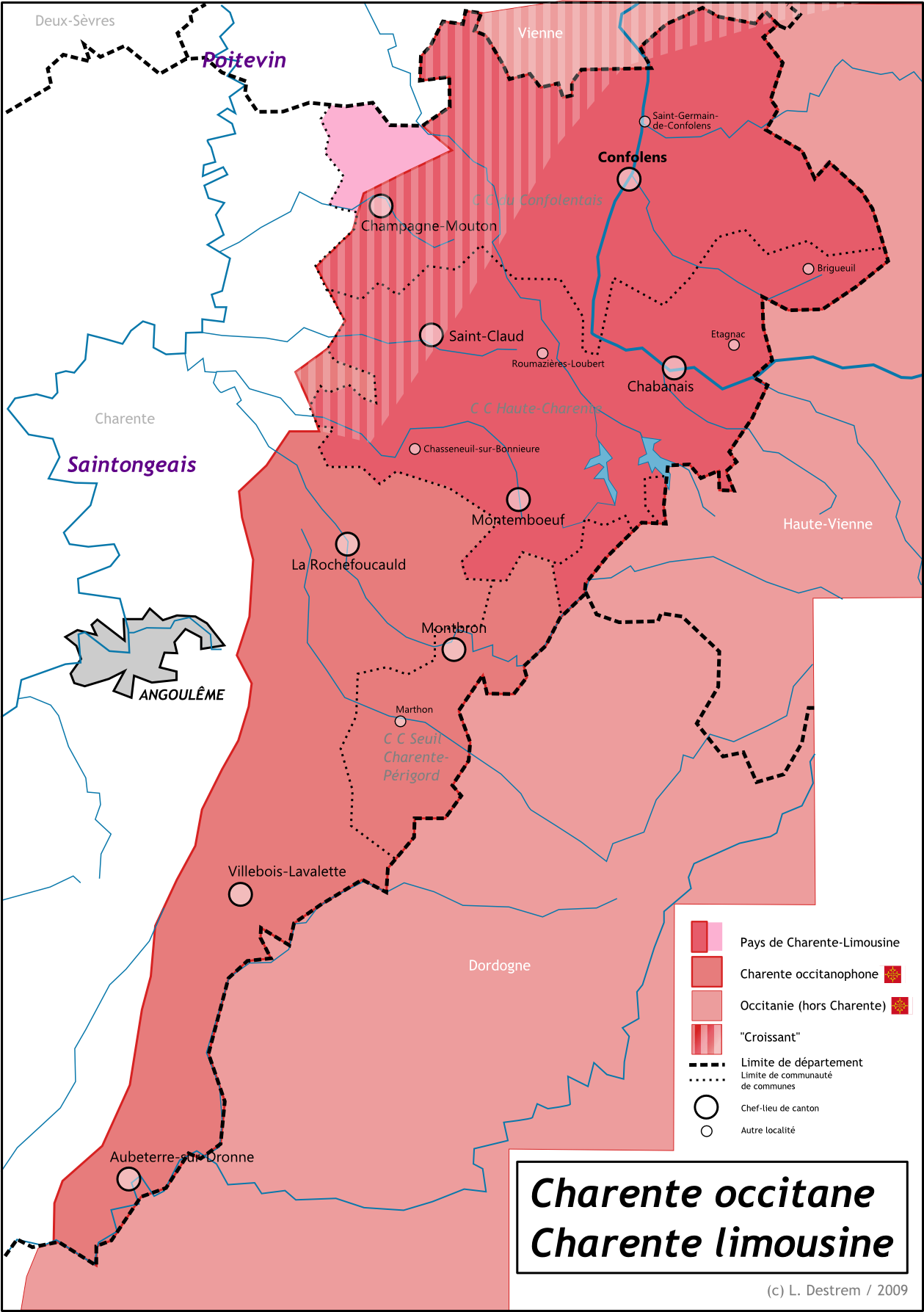
Charente : limites ouest de l'Occitanie (en rouge) correspondant à la Charente occitane.
Pyrénées-Orientales : limite sud de l'Occitanie correspondant au Fenouillèdes
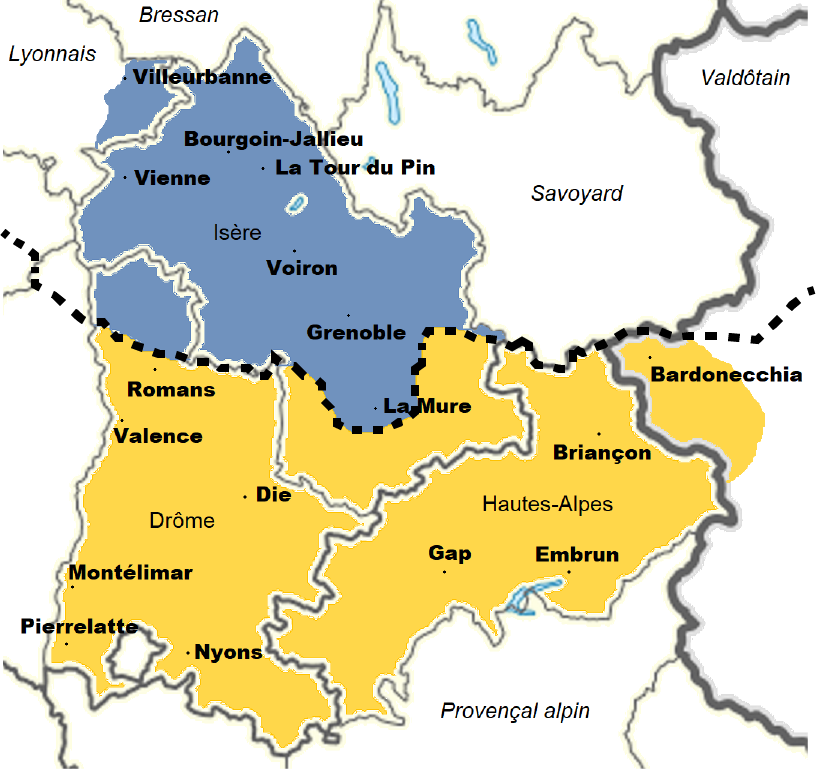
Dauphiné : limite entre occitan (en jaune) et arpitan

Les régions administratives couvrant l'Occitanie sont les suivantes : région Occitanie (sauf les Pyrénées-Orientales où l'on parle majoritairement le catalan bien que la région du Fenouillèdes, au Nord-Ouest du département, soit de langue et de culture occitane), Nouvelle-Aquitaine (sauf les périphéries où l'on parle basque, poitevin et saintongeais), Auvergne-Rhône-Alpes (dans la moitié sud, à savoir presque toute la Drôme et l'Ardèche, le sud de l'Isère, l'Auvergne et quelques franges de la Loire) et Provence-Alpes-Côte d'Azur. Dans le Centre-Val de Loire l'occitan est parlé dans quelques communes au sud du Cher et de l’Indre.
Italie
Les vallées occitanes sont majoritairement situées dans le Piémont (provinces de Coni et de Turin) et en Ligurie (province d'Imperia).
Espagne
Le val d'Aran se situe en Catalogne, dans la province de Lérida.

### Délimitations géographiques
La délimitation géographique de l'Occitanie la plus couramment acceptée a été précisée entre 1876 - début des recherches sur les frontières linguistiques - et le XXe siècle. L'Occitanie couvre en gros un tiers sud de la France incluant Monaco, les Vallées occitanes et Guardia Piemontese, en Italie, ainsi que le Val d'Aran, en Catalogne espagnole.
La pratique de l'occitan n'est pas la même uniformément sur tout le territoire. En outre, il existe une zone de transition linguistique au nord appelée Croissant où les parlers d'oïl et d'oc interfèrent fortement (voir Croissant).
A contrario, certains territoires ne sont pas en général considérés comme faisant partie de l'Occitanie selon la définition moderne :
- plusieurs zones ont été désoccitanisées plus ou moins précocement telles que le Poitou, puis les Charentes, le pays Gabay et la petite Gavacherie (remplacement par des parlers d'oïl après la guerre de Cent Ans), les zones intermédiaires avec le franco-provençal en Rhône-Alpes, les basses vallées des Alpes concurrencées par le piémontais et le ligure (Italie).
- la zone "charnègue" ("métis" en gascon) est influencée par le Pays basque car plusieurs communes gasconnes faisaient partie de l'ancienne province essentiellement bascophone du Labourd et sont maintenant situées dans l'ouest du département des Pyrénées-Atlantiques : Bidache, Guiche, Came, Urt, Bassussarry, Montory, Mouguerre[168]. C'est une région où les deux cultures basques et occitanes gasconnes cohabitent depuis longtemps tout comme les familles issues de mariages mixtes[169].
- bien qu'originellement occitans, les pays catalans sont en général exclus de l'Occitanie depuis 1934 car ils ont revendiqué leur différence nationale[170]. Les Catalans clamant que leur langue étant une langue par élaboration.
- dans plusieurs régions du monde on rencontre des locuteurs historiques de l'occitan. Ces régions ne sont pas considérées comme occitanes, à l'exception de Guardia Piemontese qui est une enclave linguistique en Italie du sud.
- la zone du parler royasque est généralement exclue de l'occitan malgré les demandes de ses locuteurs qui ont permis de le faire classer comme de l'occitan en Italie. Cela permet à ses locuteurs de bénéficier des effets de la loi no 482/1999 en matière de minorités historiques, dont sont exclus les parlers nord-italiens. Dans le passé, et notamment peu après la cession de Brigue et de Tende à la France, en 1947, a été défendue l'attribution, plus ou moins exclusive, du royasque et du brigasque au système des dialectes vivaro-alpins[171],[172], tandis que plus récemment, les linguistes spécialistes du domaine reconnaissent la prévalence de traits phonétiques, lexicaux et morphologiques liguriens (Werner Forner[173], Jean-Philippe Dalbera[174] et Giulia Petracco Sicardi[175]). Le brigasque est une variante du royasque présentant le plus de traits occitans[176].

### Grandes villes
| Agen Bordeaux Mont-de-Marsan Mérignac Périgueux Pessac Pau Aurillac Clermont-Ferrand Privas Le Puy-en-Velay Valence Alès Béziers Carcassonne Mende Montpellier Narbonne Nîmes Sète Brive Guéret Limoges Tulle Albi Auch Cahors Castres Foix Montauban Rodez Tarbes Toulouse Aix Antibes Arles Avignon Cannes Digne Fréjus Gap Grasse Hyères Marseille Nice La Seyne Toulon Monaco \| 50 km1:8 064 000 Capitale nationale Préfecture régionale Préfecture de département Population > 50000 hab. \| |
| 50 km1:8 064 000 Capitale nationale Préfecture régionale Préfecture de département Population > 50000 hab. |

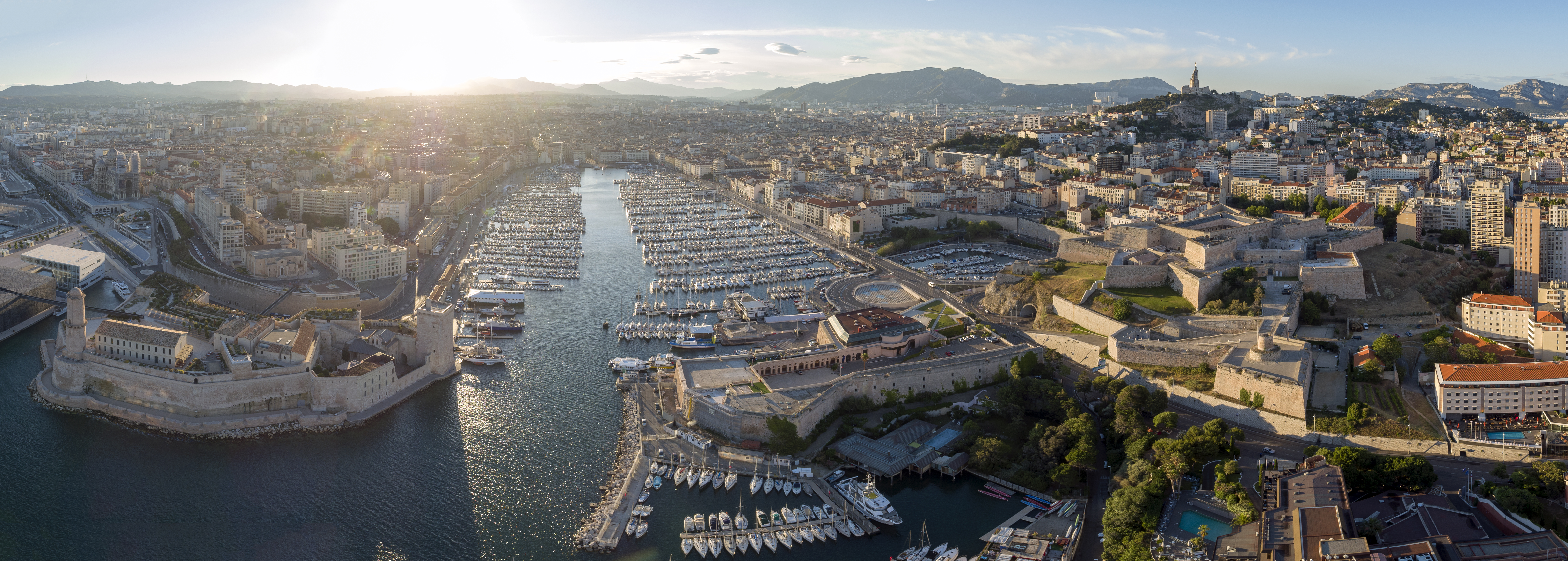
Vue panoramique de Marseille, la ville la plus peuplée de Provence et des Pays d'Oc
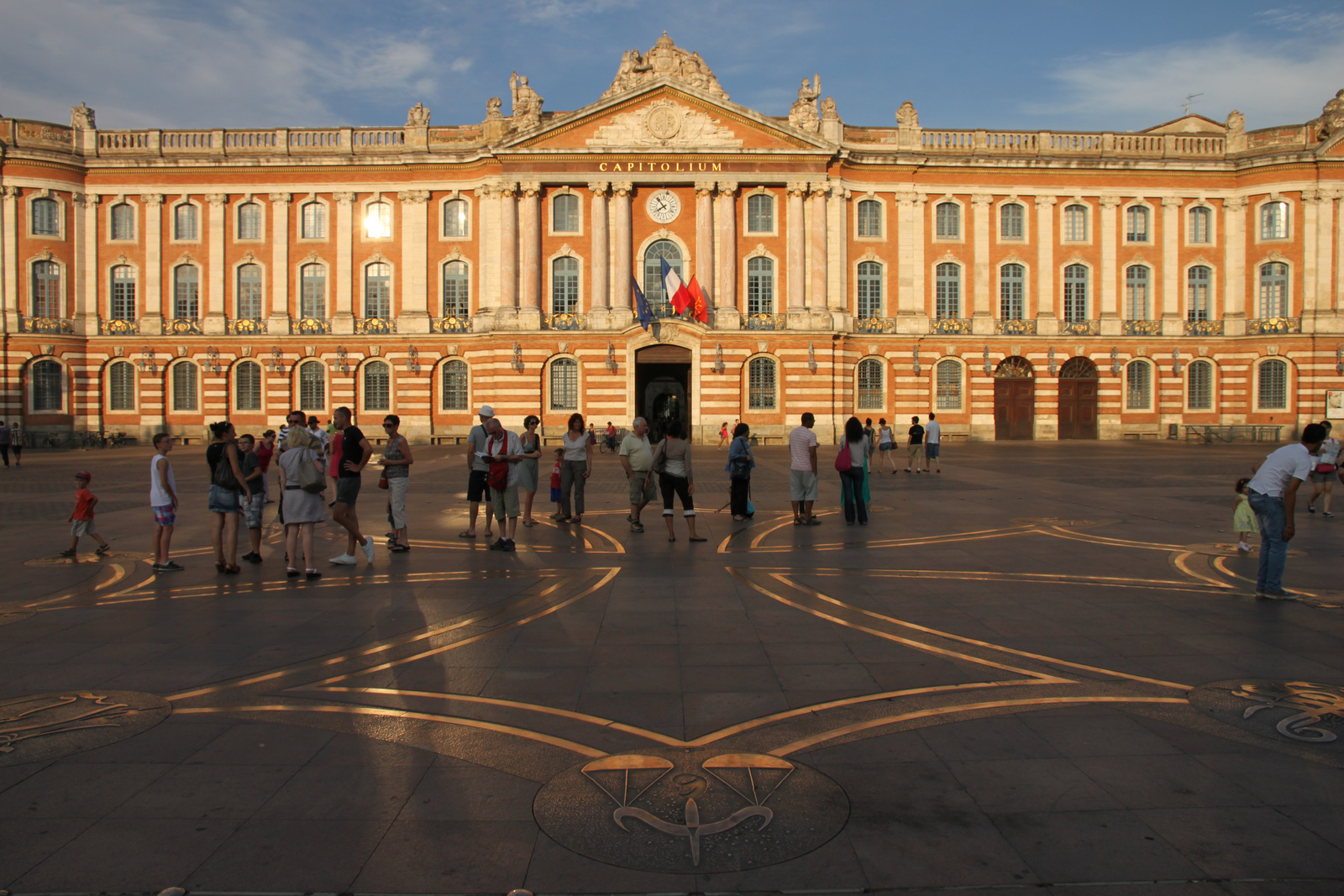
La place du Capitole à Toulouse avec la croix occitane en son centre.
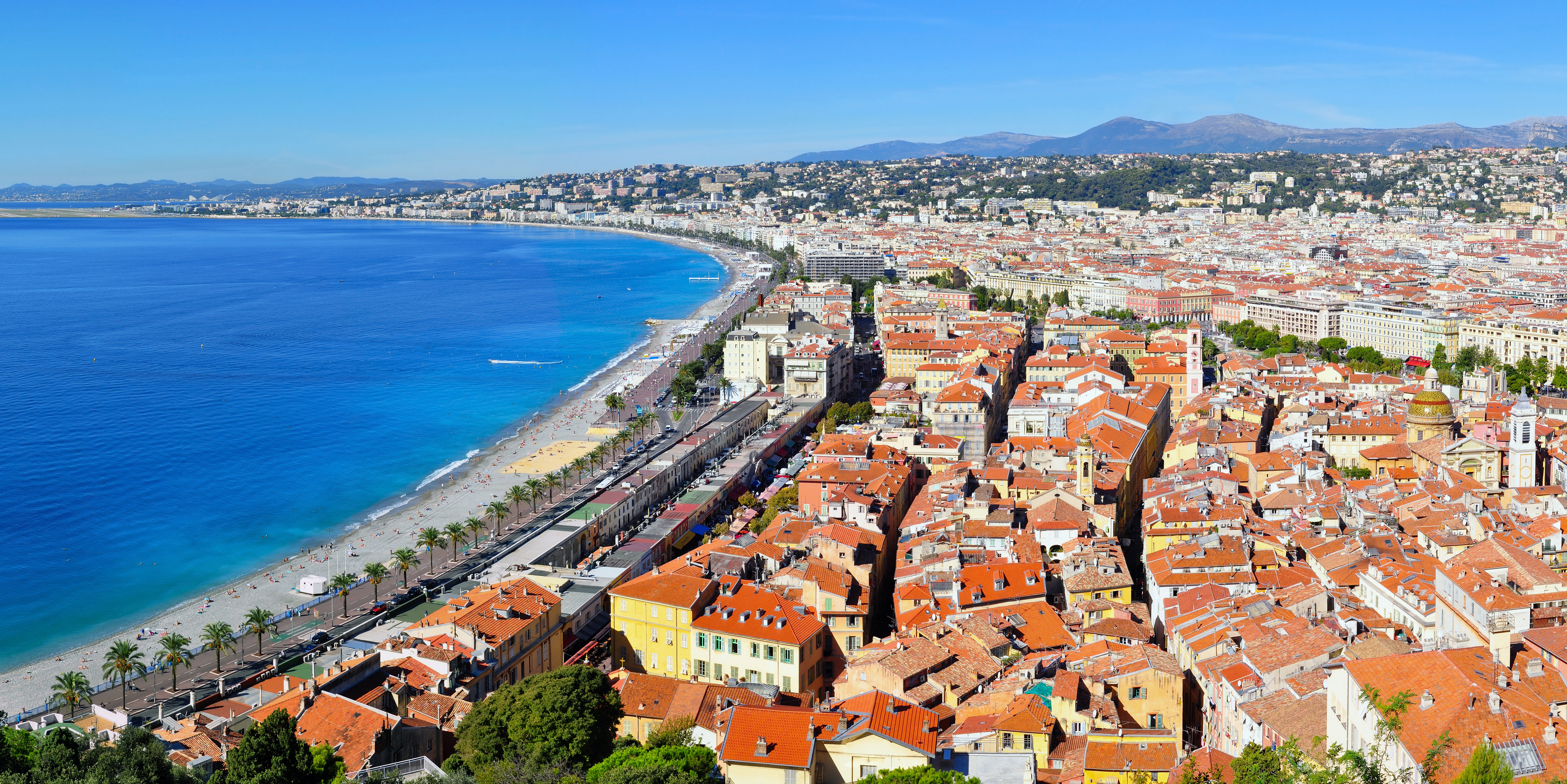
Nice, grande ville la plus orientale des pays d'Oc.
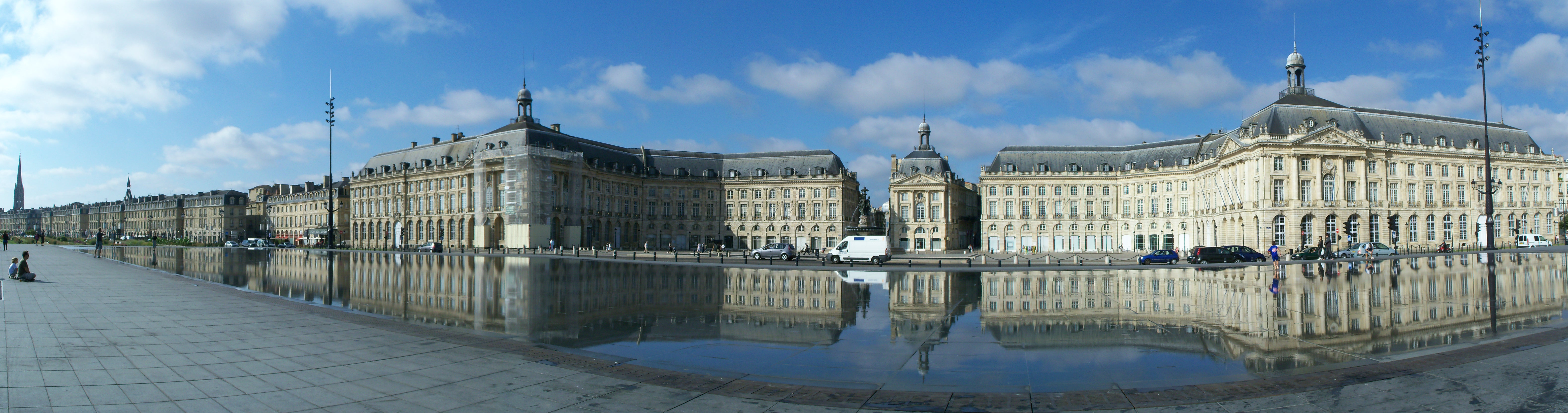
Miroir d'eau de Bordeaux, en Gascogne.
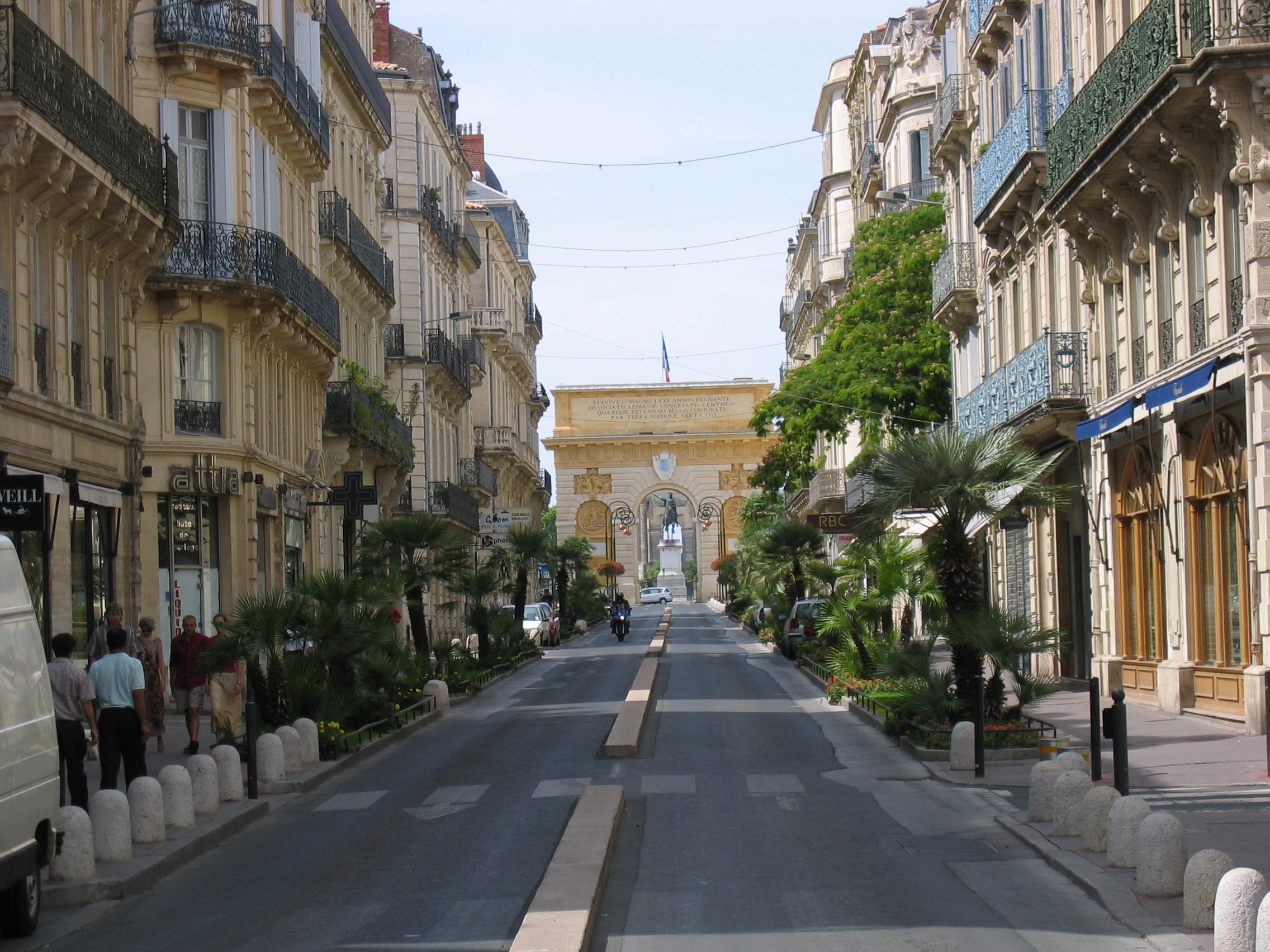
Montpellier, en Languedoc

Le tableau ci-dessous donne le classement des grandes villes occitanes selon la population de leur aire urbaine (recensement de 1999). Il inclut toutes les communes et aires urbaines de plus de 100 000 habitants.
L'aire urbaine englobe l'agglomération (pôle urbain) ainsi que les communes de la couronne périurbaine dont au moins 40 % de la population résidente ayant un emploi travaille dans l'agglomération ou dans des communes attirées par celle-ci (définition INSEE).
Les chiffres indiqués sont ceux de la population totale (avec doubles comptes) pour les communes, et sans doubles comptes pour les agglomérations et aires urbaines.

## Démographie

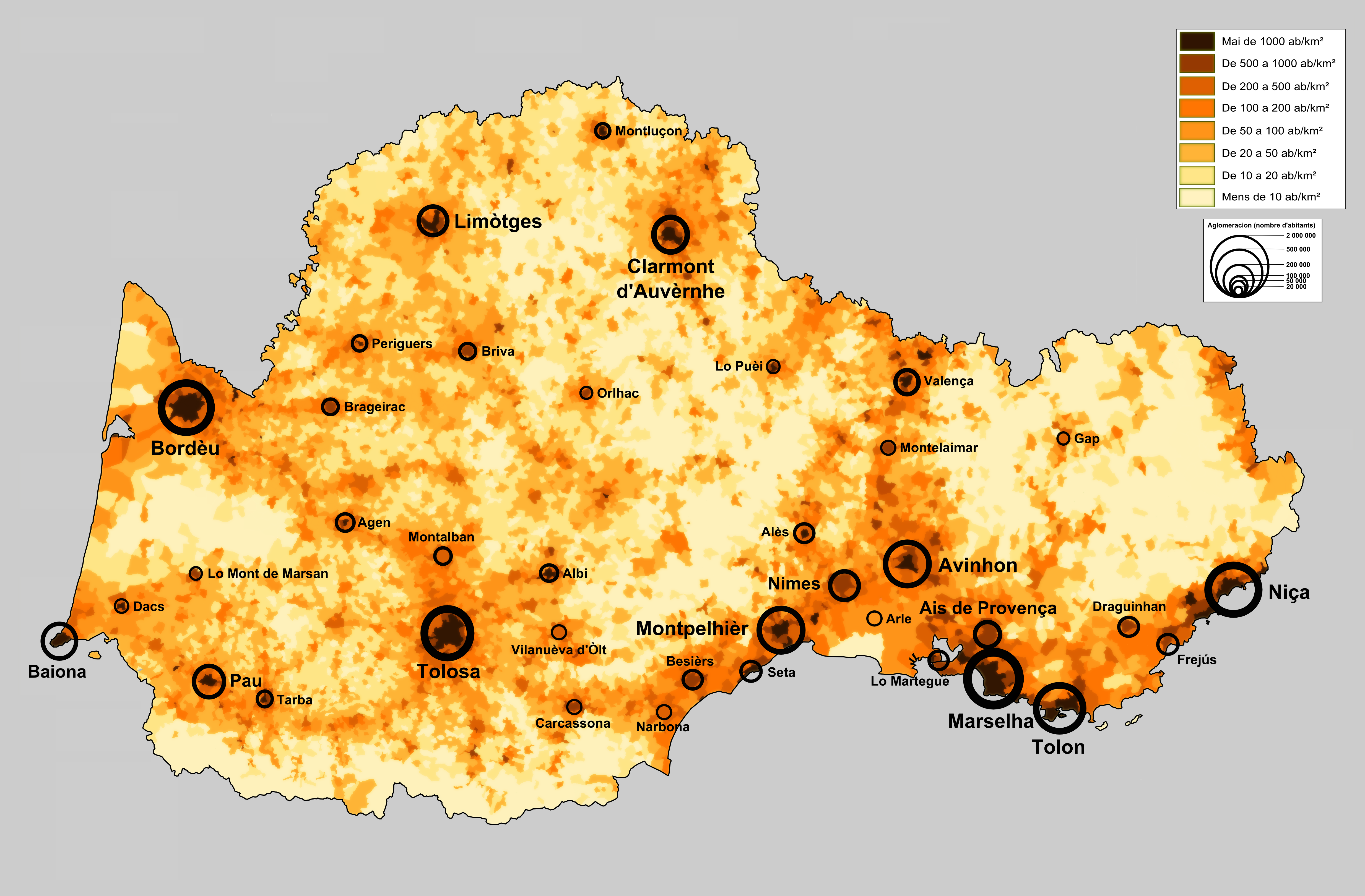
Densité démographique en Occitanie (2017)

En 2017, la population de l'Occitanie était de 16,9 millions d'habitants. Elle se concentrait principalement selon deux axes. Le premier allant de Bordeaux à Nice, en passant par La vallée de la Garonne et le littoral méditerranéen. Le second se situe le long de la vallée du Rhône et continue vers le nord en direction de Lyon. La plus grande ville occitane : Marseille, avec plus d'un million d'habitants dans l’agglomération, se situe à la confluence des deux axes. Plusieurs autres villes importantes se situent dans cette région: Montpellier, Nîmes, Avignon, Aix en Provence. Les autres agglomérations importantes sont sur le premier axe avec Bordeaux, Toulouse, Toulon et Nice qui sont des agglomérations de plus de 500 000 habitants. Enfin, dans le nord et le sud-ouest, il faut noter l'existence de plusieurs villes (Clermont-Ferrand, Limoges, Pau...) qui sont des centres économiques importants au sein de grandes régions rurales.

### 1936-1975
Les régions qui composent l'espace culturel occitan connaissent un vieillissement de leurs populations plus prononcé que la moitié Nord de la France, notamment à cause de la baisse des natalités de ces régions. Les Pays d'Oc ont également un solde migratoire très positifs vis-à-vis des régions du Nord de la France, ce qui tend à modifier sa population.
L'Occitanie est décrite comme une société stagnante, au déclin démographique déjà ancien:
|                                       | 1936-1954 | 1954-1962 | 1962-1968 | 1968-1975 |
| ------------------------------------- | --------- | --------- | --------- | --------- |
| Occitanie                             | -1,9 %    | +2,6 %    | +2,1 %    | +1,5 %    |
| Ensemble des autres régions de France | +3,3 %    | +6,5 %    | +4,7 %    | +4,9 %    |

Tandis que le solde migratoire (arrivées-départs) est nettement excédentaire dans l'après-guerre, essentiellement dû à des flux d'immigration. Ceux-ci sont constitués essentiellement de rapatriés de l'Afrique Française du Nord; de travailleurs algériens, marocains, portugais, et dans une moindre mesure d'italiens et d'espagnols; de retraités qui reviennent au pays ou qui sont attirés par le climat; et de divers européens en recherche d'affaires et qui sont de plus en plus nombreux à s'installer quasi-définitivement.
|                                       | 1954-1962 | 1962-1968 | 1968-1975 |
| ------------------------------------- | --------- | --------- | --------- |
| Occitanie                             | +5,0 %    | +6,8 %    | +4,2 %    |
| Ensemble des autres régions de France | +2,7 %    | +1,7 %    | +0,8 %    |

Cette situation tend à changer la composition de la population occitane et restreint la transmission de la culture occitane aux nouvelles générations.

## Économie

### 1954-1975
Les régions composant l'espace occitan connaissent des particularités dans leur structure socio-professionnelle. Les agriculteurs y représentent une part importante de la population active, malgré une récession sensible. Les artisans et les petits commerçants voient une augmentation de leur part relative de +1,0 % à + 2,5 % comparé aux autres régions françaises, certains considèrent[Qui ?] que c'est l'indice d'une évolution économico-sociale anachronique. Les ouvriers sont plus faiblement représentés qu'ailleurs, signe de la faiblesse de l'industrie de ces régions qui n'est pas capable d'absorber la main-d’œuvre libérée par l'accroissement de la productivité agricole et par la liquidation technocratique de certains pans de l'agriculture. [pas clair]
|                                           | Agriculteurs exploitants | Agriculteurs exploitants | Salariés agricoles | Salariés agricoles | Artisans et petits commerçants | Artisans et petits commerçants | Prof. libérales, cadres supérieurs | Prof. libérales, cadres supérieurs | Cadres moyens | Cadres moyens | Employés | Employés | Ouvriers | Ouvriers |  | Total des actifs | Total des actifs |
|                                           | 1954                     | 1975                     | 1954               | 1975               | 1954                           | 1975                           | 1954                               | 1975                               | 1954          | 1975          | 1954     | 1975     | 1954     | 1975     |  | 1954             | 1975             |
| ----------------------------------------- | ------------------------ | ------------------------ | ------------------ | ------------------ | ------------------------------ | ------------------------------ | ---------------------------------- | ---------------------------------- | ------------- | ------------- | -------- | -------- | -------- | -------- |  | ---------------- | ---------------- |
| Occitanie                                 | 28,7 %                   | 10,9 %                   | 7,7 %              | 2,6 %              | 11,2 %                         | 8,6 %                          | 2,4 %                              | 6,8 %                              | 4,9 %         | 12,1 %        | 8,8 %    | 15,4 %   | 27,4 %   | 34,0 %   |  | 42,0 %           | 38,4 %           |
| Ensemble des autres régions de France     | 18,5 %                   | 6,6 %                    | 5,5 %              | 1,5 %              | 10,2 %                         | 6,1 %                          | 3,1 %                              | 6,9 %                              | 6,3 %         | 12,9 %        | 11,5 %   | 18,2 %   | 35,6 %   | 38,1 %   |  | 45,7 %           | 42,3 %           |
| Écart Occitanie/autres régions françaises | +10,2 %                  | +4,3 %                   | +2,9 %             | +1,1 %             | +1,0 %                         | +2,5 %                         | -0,7 %                             | -0,1 %                             | -1,4 %        | -0,8 %        | -2,7 %   | -2,8 %   | -8,2 %   | -4,1 %   |  | -3,7 %           | -3,9 %           |

Lorsqu'on regarde la répartition de la population active employée suivant les secteurs d'activité, on note l'importance de l'agriculture en Occitanie. Mais l'écart le plus important est dans le secteur industriel qui emploie 1 personne sur 5 en Occitanie contre 1 personne sur 3 dans le reste de la France. Cela pose la question de savoir si cette situation est due à une sous-industrialisation causée par le manque de ressources naturelles et le hasard de la géographie ou à une industrialisation avortée liée aux modalités d'insertion de l'Occitanie dans l'espace français.
|                                           | Agriculture | Industrie | Bâtiment | Transport, commerce, services | Administration |
| ----------------------------------------- | ----------- | --------- | -------- | ----------------------------- | -------------- |
| Occitanie                                 | 14,11 %     | 21,5 %    | 10,3 %   | 33,9 %                        | 20,0 %         |
| Ensemble des autres régions de France     | 8,3 %       | 32,5 %    | 8,6 %    | 31,7 %                        | 18,8 %         |
| Écart Occitanie/autres régions françaises | +5,8 %      | -11 %     | +1,7 %   | +2,2 %                        | +1,2 %         |

Le secteur industriel est peu développé mais en plus deux autres facteurs inquiétants l'aggravent. D'une part, la prédominance d'industries agissant sur des marchés stagnants ou très aléatoires et d'autre part des structures industrielles à la fois très dispersées et dépendantes de centres extérieurs à la région.
L'industrie occitane est plutôt développée dans les biens de consommation au sens large; tandis que les biens d'équipement, marchés en croissance et à forte valeur ajoutée, sont atrophiés. On peut même, en entrant dans les détails mettre en évidence l'absence de la sidérurgie et de la métallurgie qui ont joué un rôle essentiel dans l'industrialisation et le développement des pays occidentaux aux XIXe et XXe siècles.
|                                           | Industries agro-alimentaires | Énergie | Biens intermédiaires | Biens d'équipement | Biens de consommation |
| ----------------------------------------- | ---------------------------- | ------- | -------------------- | ------------------ | --------------------- |
| Occitanie                                 | 14,06 %                      | 6,43 %  | 28,3 %               | 24,57 %            | 29,1 %                |
| Ensemble des autres régions de France     | 9,8 %                        | 4,9 %   | 25,57 %              | 33,67 %            | 25,9 %                |
| Écart Occitanie/autres régions françaises | +4,26 %                      | +1,53 % | +2,73 %              | -9,1 %             | +3,2 %                |

On peut mesurer l'important degré de dépendance de l'Occitanie à l'égard de centres extérieurs de décision et d'accumulation du capital. Cinq des six régions occitanes sont très fortement contrôlées par des entreprises implantées en dehors de la région. Cette dépendance est moyenne en Auvergne qui fait figure d'exception grâce à l'implantation du groupe Michelin, mais celui-ci poursuit une stratégie mondiale qui va estomper son intérêt pour cette région. Alors que seulement 2 à 3 % des régions non occitanes de France sont contrôlées par des entreprises siégeant en Occitanie, 54 % des effectifs occitans sont employés par des groupes extra-régionaux,.

## Les mouvements culturels et politiques
Il y a une distinction fondamentale entre les mouvements dont la vocation est culturelle et les mouvements strictement politiques qui se présentent aux élections. Les associations culturelles comme le Félibrige et l'Institut d’Études Occitanes ont toujours voulu être hors des partis politiques pour mieux rassembler l'ensemble des locuteurs de l'occitan. Contrairement à d'autres doctrines régionalistes ou nationalistes (p.ex. Bretagne, Espagne, Italie, Pays basque…), il n'existe pas de revendications d'une identité occitane historique. Ceci exclut tout irrédentisme politique ou culturel sur les territoires non occitanophones telles que les régions désoccitanisés précocement (Poitou, Saintonge…) et les parties non occitanophones d'anciennes Provinces ou d'anciens États occitans (royaume de Navarre, Dauphiné…). Cependant, il peut y avoir des conflits entre le point de vue occitaniste défendant l'unité d'une langue occitane composée par l'ensemble de ses dialectes et les points de vue minoritaires défendant soit la promotion de dialectes occitans au niveau de langues, soit la considération globale du diasystème occitano-roman.

### La culture des Pays d'Oc et les spécificités locales

#### Associations ou organismes occitanistes
La plus ancienne association est le Félibrige, fondé en 1854. Une partie de ses membres a fondé en 1945 un mouvement distinct sous le nom d'institut d'études occitanes après la Seconde Guerre mondiale.
Les principaux mouvements en France sont les suivants. Ils affirment l'unité de l'occitan-langue d'oc dans sa diversité dialectale :
- Félibrige mouvement historique mistralien, littéraire et linguistique.
- Institut d'études occitanes (IEO), maintien et développement de la langue et de la culture occitane dans son ensemble.
- Calandretas, écoles associatives occitanes de statut privé
- Plusieurs associations ou organismes sont regroupées autour du Félibrige, de l'IEO et des Calendretas.
- Conselh de la Lenga Occitana (CLO), organisme scientifique de codification de l'occitan dans la norme classique
- Federacion dels Ensenhaires de Lenga e Cultura d'Òc (FELCO), ensemble d'enseignants et de parents d'élèves liés à l'enseignement de l'occitan dans le secteur public
- Parlaren mouvement mistralien en Provence
- Académie des arts, lettres et sciences de Languedoc
- Marpoc association loi de 1901 : cours d’occitan, université occitane d’été, un café occitan, des colloques, des conférences, des spectacles et des concerts, des expositions peinture et édition de la collection "Mar e Mont".
- Òc-Bi, association de parents d'écoliers pour l'enseignement bilingue public.
- Centre de Formacion Professionala d'Occitània-Miègjorn-Pirenèus, organisme professionnel au service de la transmission de la langue et la culture occitanes aux adultes.
- Collège d'Occitanie fondé en 1927, enseignement de la langue et de la culture occitanes.
- CIRDÒC-Mediatèca occitana, médiathèque numérique collaborative autour de la culture et de la langue occitanes.
- CIEL d'Oc - Centre International de l'Écrit en langue d'Oc : centralisation par mémorisation informatique tous les documents écrits en langue d'Oc, documents éparpillés dans les bibliothèques et musées, publics ou privés, de Provence, d'Europe et du monde entier.
- COMDT - Centre occitan des musiques et danses traditionnelles : centre de ressources pour la culture occitane de tradition orale, la transmission et la diffusion des musiques et danses traditionnelles.
- Collectiu Dètz, professionnels de l'audiovisuel autour de la langue et de la culture occitanes.
- CORDAE/La Talvera, Centre occitan de recherche, de documentation et d'animation ethnographiques.
- Institut Occitan Aquitaine, Opérateur régional pour la langue et la culture occitanes.

En Italie, les principaux mouvements sont :
- Associazione Culturale Occitano – Guardiola
- Chambra d’òc
- Coumboscuro Cèntre Prouvençal
- Espaci occitan, association d'administration publique du territoire occitan alpin qui a pour objectif la promotion linguistique, culturelle et touristique des Vallées occitanes italiennes.
- La Valaddo
- Movimento Autonomista Occitano
- Ousitanìo Vivo
- Soulestrelh
- Valados Usitanos
- Renaissença Occitana, association culturelle qui publie la revue d'histoire et de langue locale La Rafanhaudaa

En Espagne:
- Institut d'Estudis Aranesi - Acadèmia aranesa dera lengua occitana (IEA)
- Bureau de promotion et d'enseignement de l'aranais (oc)
- Gouvernement autonome du Val d'Aran
- Musée du Val d'Aran
- Archives générales d'Aran (ca)

#### Associations anti-occitanistes
Quelques associations adhérentes au Félibrige et à Parlaren revendiquent une langue provençale distincte de l'occitan.
D'autres associations revendiquent des "langues d'oc" distinctes, même si paradoxalement elles se sont pour certaines regroupées dans une Alliance des langues d'Oc :
- Association prônant une identité auvergnate distincte : Cercle Terre d'Auvergne.
- Association prônant une langue béarnaise et gasconne distincte : Institut béarnais et gascon.
- Association prônant une langue cévenole distincte : Lou Clu en Ceveno.
- Associations prônant une langue provençale distincte : l'Unioun Prouvençalo et son équivalent pour l'Italie l'Unioun Prouvençalo Transaupino, le Collectif Prouvènço et son équivalent italien Consulta provenzale.

Certaines associations n'ont pas d'affiliation avec d'autres pays d'oc:
- Association prônant une langue niçoise distincte : Acadèmia Nissarda.
- Associations prônant une langue provençale distincte : l'Astrado Prouvençalo.

#### Associations pan-occitanistes
À l'inverse, certains groupes revendiquent une identité occitano-romane incluant les pays catalans (France-Espagne).
- Groupes ayant participé activement à l'Eurocongrès 2000 : Fédération Occitano-Catalane, Fundacion Occitano-Catalane, Cercle d'Afrairament Occitanocatalan, Comitat d'Afrairament Occitano-Catalan, Association Euroccat, Association Espaci Occitan,
- Autres groupes : Oc Valéncia Centre Internacional de Recerca i Documentació Científica

### Politique

#### Espagne
En Espagne, les partis politiques aranais dirigent en alternance le Conseil général d'Aran, institution principale du gouvernement du Val d’Aran, situé administrativement en Catalogne. Ils ont aussi des élus dans les municipalités aranaises, au Parlement de Catalogne et au Sénat espagnol. Ils sont proches de partis catalans à l'exception du parti localiste Partit Renovador d'Arties-Garòs qui a toutefois passé des alliances avec Unitat d'Aran. Unitat d'Aran - Partit Nacionalista Aranès (oc) (UA-PNA) est un parti social-démocrate et régionaliste-autonomiste affilié au Parti socialiste catalan, tandis que Convergència Democràtica Aranesa - Partit Nacionalista Aranès (oc) (CDA-PNA), actuellement au pouvoir, est un parti centriste et autonomiste lié à la Convergence démocratique de Catalogne. Esquèrra Republicana Occitana (oc) (ÈRO) fondé en 2008, de gauche/social-démocratie et indépendantiste, est une section locale d'Esquerra Republicana de Catalunya (ERC). Corròp est un mouvement citoyen né en février 2015 qui entend rompre avec le bipartisme aranais et s'inspire du mouvement indépendantiste catalan Candidatura d'Unitat Popular (CUP), mais dans une optique tournée vers l'Occitanie.

#### France
En France, les partis ou mouvement politiques s’inscrivant dans le cadre de l'Occitanie (Parti de la nation occitane, Partit occitan, Libertat !...) ont du mal à gagner une audience importante et à obtenir des élus. Ils n'ont jamais eu d'élus dans les institutions nationales ou européennes, ni dans les conseils généraux. Toutefois, aux élections régionales françaises de 2010, le Partit occitan, dans le cadre de la participation de la fédération Régions et peuples solidaires à Europe Écologie, fait son entrée dans cinq conseils régionaux. David Grosclaude est élu en Aquitaine, Guilhem Latrubesse en Midi-Pyrénées, Gustave Alirol en Auvergne, Anne-Marie Hautant et Hervé Guerrera en Provence-Alpes-Côte d'Azur. Ce dernier est aussi élu au conseil municipal d'Aix-en-Provence et conseiller de la communauté d'agglomération du pays d'Aix. Le mouvement Bastir! (en) s'est présenté pour la première fois aux élections municipales de 2014 et a obtenu 55 élus,. D'autre part, le président du Partit occitan, Gustave Alirol est actuellement aussi président du parti Régions et peuples solidaires et vice-président de l’Alliance libre européenne qui participe à un groupe de 50 députés au sein du Parlement européen.
- Gardarem la Tèrra : altermondialiste
- Iniciativa Per Occitània, laboratoire politique, culturel et social : mouvement indépendantiste.
- Libertat ! esquèrra revolucionària occitana est un mouvement panoccitan d'extrême gauche qui a remplacé Anaram au patac, Combat d'Òc et Hartèra lors du congrès de refondation du 19 septembre 2009.
- Ligue pour la restauration des libertés niçoises : conteste le rattachement du comté de Nice à l'État français en 1860.
- Nissa Rebela : Parti autonomiste niçois, proche du bloc identitaire. [réf. nécessaire]
- Ligne Imaginot : altermondialiste
- Movement Régionalista Lengadocian : coalition électorale proche du PNO
- Occitània Libertària : anarcho-communiste
- Occitanie País Nòstre (ex-País Nòstre) : régionaliste.
- Parti de la nation occitane (PNO) : indépendantiste modéré.
- Partit occitan (PÒC) : autonomiste, gauche/centre-gauche. Le PÒC adhère à des entités plus larges :
  - Depuis 2009, il s'insère en France dans les listes d'Europe Écologie en tant que participant à Régions et peuples solidaires (RPS).
  - Alliance libre européenne/Parti démocratique des peuples d'Europe (ALE/PDPE) : le PÒC est membre de ce parti européen.
  - Groupe des Verts/Alliance libre européenne (groupe Verts/ALE) : groupe politique du parlement européen.
- Unitat d'Òc : fédère des militants politiques d'horizons différentes (PNO, PÒC et indépendants)
- Bastir! (en) : mouvement social revendiquant un attachement à l'Occitanie (culture, histoire, environnement...)

| Partis politiques           | Partis politiques                                                      |
| Nom                         | Idéologie                                                              |
| --------------------------- | ---------------------------------------------------------------------- |
| Partit occitan              | Régionalisme Autonomisme Occitanisme Écologisme Nationalisme de gauche |
| Parti de la nation occitane | Occitanisme                                                            |
| Libertat !                  | Occitanisme                                                            |

#### Italie
- Paratge : laboratoire d'idées politiques. Sa principale section se trouve dans les Vallées occitanes (Italie). Sa section provençale s'appelle Para(t)ge Mar, Ròse e Monts.
- Movimento Autonomista Occitano (MAO) : branche du Parti nationaliste occitan dans le Piémont occitan italien. Seul son journal Ousitanio Vivo continue de paraître.

#### Anciens mouvements
Parmi les anciens mouvements politiques, on peut citer :
- Anaram Au Patac : extrême gauche, a participé au CRÒC
- Comitat Occitan d'Estudis e d'Accion (COEA) : autonomiste de gauche. Il fut créé en 1965[194].
- Comitats d'Accion Occitana (CAO) : gauche
- Corrent Revolucionari Occitan (CRÒC) : indépendantiste lié à l'extrême gauche révolutionnaire.
- Entau País : autonomiste de gauche implanté en Gascogne
- Farem tot petar
- Federacion Anarquista-Comunista d'Occitània (FACO) : indépendantiste, communiste libertaire
- Hartèra, mouvement de la jeunesse révolutionnaire d'Occitanie : extrême gauche
- Lucha Occitana : groupe d'intellectuels, d'étudiants et de syndicalistes agricoles, idéologiquement de gauche révolutionnaire, autonomiste et socialiste.
- Movement Socialista e Autonomista Occitan
- Partit Provençau : autonomiste
- Pòble d'Òc : indépendantiste et libertaire
- Le mouvement Volèm Viure al País (VVAP) (es) : mouvement socialiste composé de différents groupes locaux autogestionnaires. Il n'existe plus mais le slogan qu'il a en fait repris reste souvent employé. Il a été dissous en 1987 pour faire place au Partit occitan[195].

## Culture

### L'architecture
Les Pays d'Oc ont en leur sein et au sein de l'espace culturel d'Oc des architectures très variées.

### Les festivités
Parmi les fêtes remarquables :
- Fêtes locales de Bayonne, Dax, Luzech, Mont-de-Marsan, Vic-Fezensac, Orthez, Arzacq, Garlin, Parentis-en-born.
- Ferias de Bayonne, Dax, Mont-de-Marsan, Nîmes, Béziers et Arles.
- Le carnaval de Limoux, de Nice, d'Aix-en-Provence de Cadenet et de Pézenas. Le carnaval de Brantôme, listé au patrimoine immatériel.
- Hestiv'Òc à Pau, plus grand festival de l'Occitanie
- Le Corso d'Apt
- Les Paillasses de Cournonterral.
- La Félibrée coorganisée par le Bournat du Périgord se tient chaque année dans une ville différente de la Dordogne.
- L'estivada de Rodez
- La Fèsta d'Oc (Béziers, mi-juillet)
- La Baìo : festival traditionnel tous les cinq ans dans la commune de Sampeyre dans la vallée de la Varaita (Val Varacha), Province de Coni (Cuneo), Piémont, Italie

### La gastronomie
La cuisine occitane est une cuisine diversifiée en raison de la taille de l'Occitanie et la grande variété de ses terroirs, allant des Pyrénées aux Alpes, de la côte méditerranéenne au Massif central qu'elle englobe majoritairement. C'est une cuisine très variée mais, au-delà de la traditionnelle partition entre l'usage de la graisse de canard au sud ouest et de l'huile d'olive au sud-est, il existe un certain nombre de traits communs à l'ensemble de ce territoire et l'opposant parfois nettement au reste de la France.
Parmi ces spécificités, on retrouve notamment l'usage du vin pour accompagner le repas ou pour accommoder les plats (voire pour les nettoyer), un grand nombre de fromages de chèvre ou de brebis qu'on retrouve un peu partout dans le tiers sud méridional français, ou encore l'usage répandu de certains aliments ou condiments particuliers. Par exemple, l'eau de fleur d'oranger se retrouve dans les Navette de Marseille, la fouace, la flaune et l'échaudé dans l'Aveyron, le pastis landais ou le chaudèu niçois et la truffe est récoltée et utilisée du Périgord jusqu'aux Alpes (la répartition des zones productrices se trouve sur une diagonale Limousin/Provence pour la variété Tuber melanosporum). De la même façon, la récolte et l'usage des cèpes s'étend de la Nouvelle-Aquitaine et de la Provence jusqu'à Nice.
On retrouve, en outre, un usage intensif des herbes aromatiques, ou de l'ail dont la culture s'étend majoritairement en Auvergne, Vivarais, Languedoc, Gascogne et Provence, une grande utilisation de légumes sous diverses formes, ragoût mijoté (piperade, chichoumeille, ratatouille…), farcis, ainsi qu'une certaine unité de l'usage de charcuteries type ventrèche, saucisson, jambon cru, pâtés, ou la cuisson à l'étouffée de la viande dans une marmite comme pour la daube par exemple que l'on retrouve de Nice à la Gascogne.
Enfin, si le poisson est consommé principalement dans les zones littorales, l'usage de l'anchois, sous diverses formes (frais, en salaison, mariné, etc.), est généralisé dans l'ensemble du territoire.

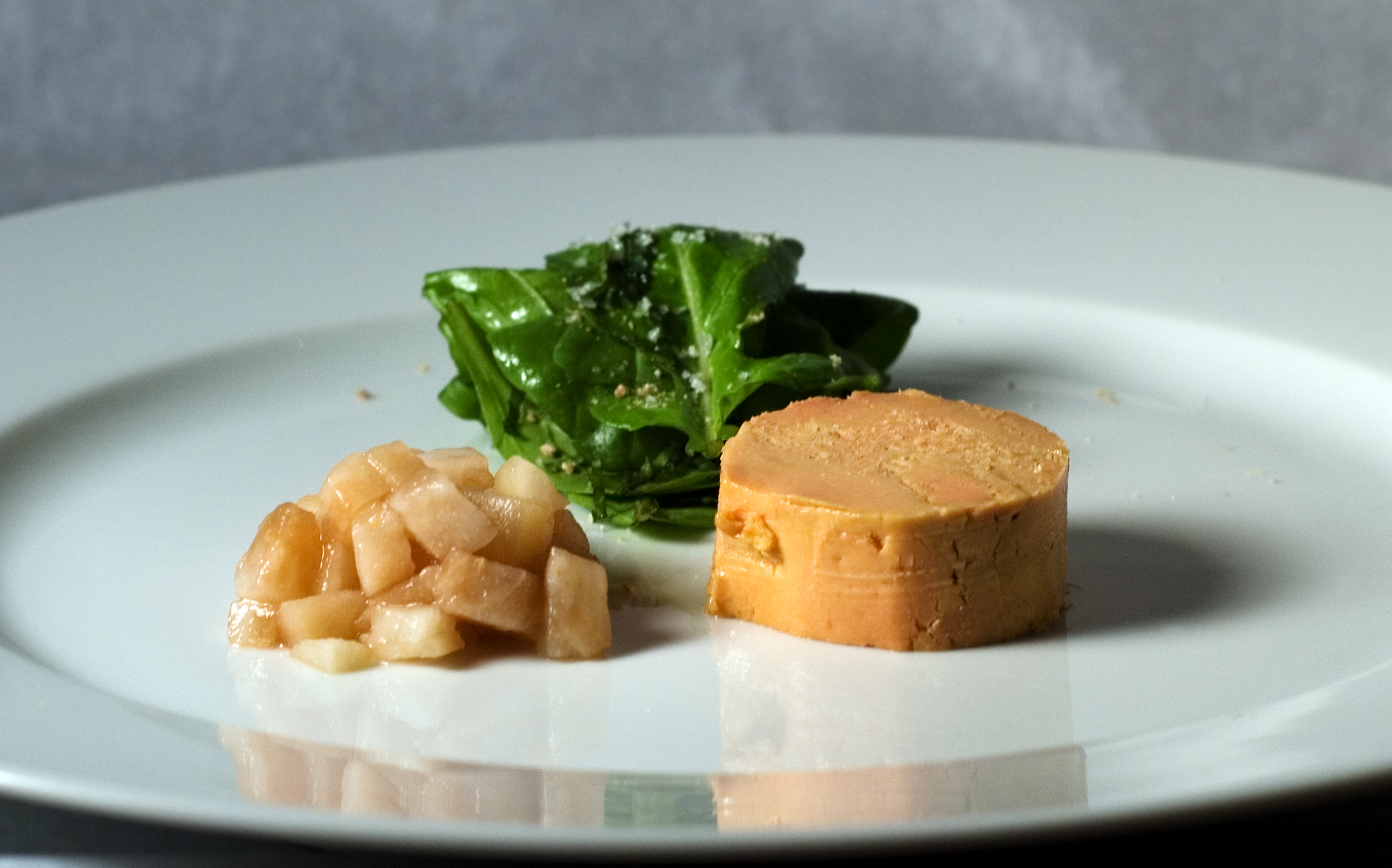
Le foie gras cuit, plat traditionnel de Gascogne.
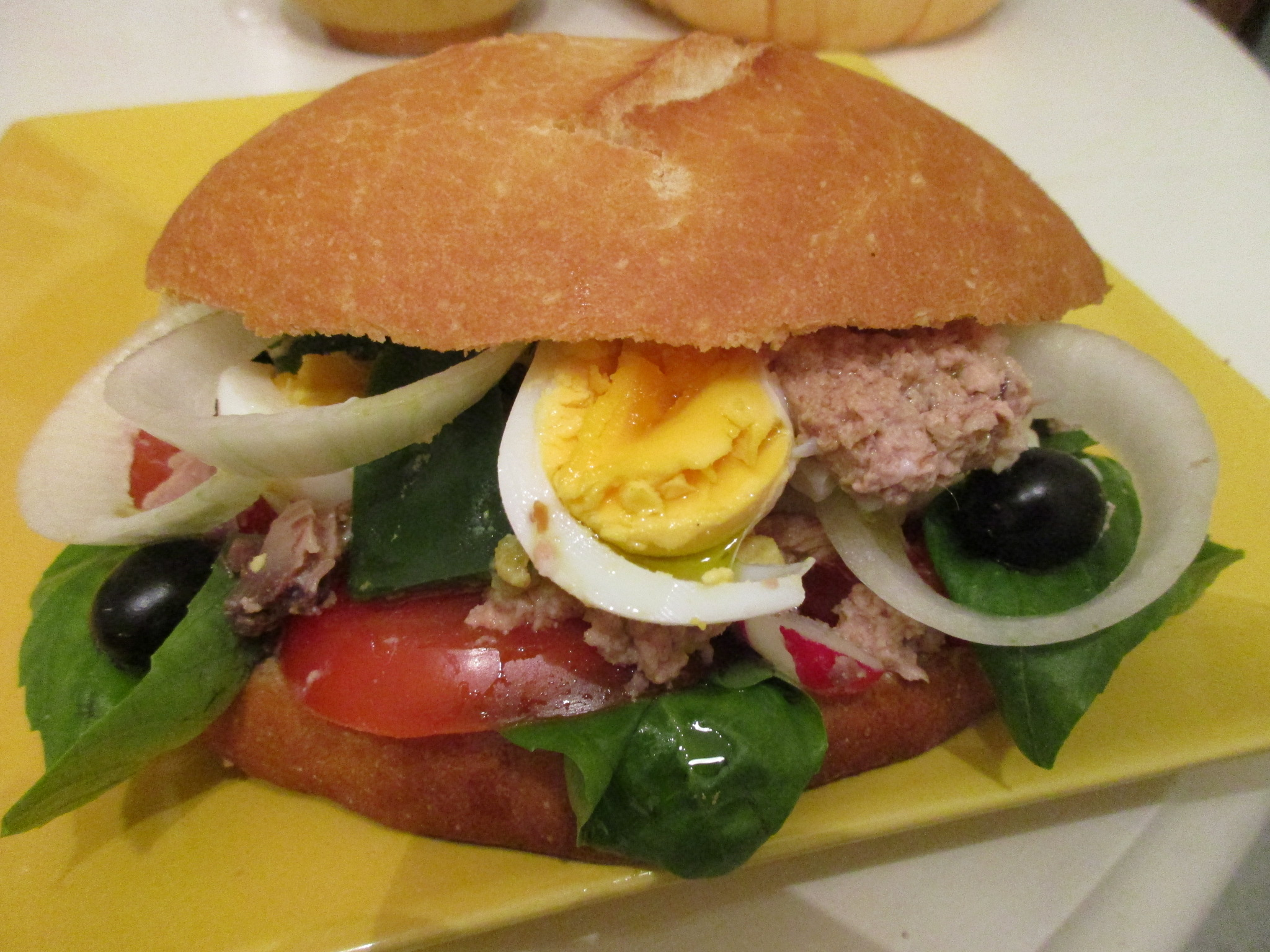
Le pan bagnat, spécialité niçoise.

### Les jeux et les sports
- Jeu de quilles de 8
- Jeu de quilles de 9
- La course landaise, qui est la version actuelle des anciennes courses de taureaux lâchés dans les rues, sans mise à mort ni blessures des taureaux.
- La course camarguaise, pratiquée le Gard, les Bouches-du-Rhône (région de la Camargue) et dans une moindre mesure l'Hérault et le Vaucluse, et dont le but est d'aller chercher des attributs placés sur les cornes du taureau, sans mise à mort ni blessures des taureaux.
- La pelote basque. Ce jeu est resté pratiqué traditionnellement au Pays basque et en Gascogne.
- Le rugby possède en Occitanie un fort côté identitaire qui est lié aux origines de l'implantation de ce sport. À une époque, les syndicats d'ouvriers et même les regroupements étaient interdits. Le rugby a permis le développement des luttes sociales. En effet, les vestiaires du rugby étaient le seul lieu pour échanger des idées politiques entre de petits groupes. Les rencontres entre équipes originaires de différentes régions ont permis une propagation d'idéaux sociaux. L'entraide et le soutien mutuel entre rugbymen liés à cette époque ont aussi contribué à mêler sport, social et identité commune. Le rugby à XIII est solidement ancré dans l'Aude, en Provence, Lot-et-Garonne et dans la région toulousaine. On trouve aussi le rugby à XV (les équipes de Brive, de Toulouse, de Béziers, de Narbonne, de Tarbes, de Pau, d'Agen, de Toulon, d'Auch, de Montauban, de Montpellier et de Montferrand comptent parmi les plus réputées).
- En football l'Associacion Occitana de Fotbòl a fondé l'équipe d'Occitanie non reconnue par la FIFA, la sélection participe aux compétitions du NF Board, dont la Viva World Cup.Elle a disputé son premier match en février 2005 à Béziers contre l'équipe de Monaco (score 0-0), également une sélection locale participant au NF Board. La sélection a organisé la première Viva World Cup où elle termine troisième sur quatre équipes participantes. En 2008, elle est éliminée en quart de finale du second tour de l'Europeada, une compétition ayant réuni vingt équipes de minorités européennes. Elle a participé à la troisième édition en 2009, organisée par l'équipe de Padanie, où elle termine cinquième sur six.
- La pétanque (de "pe" signifiant "pied", et de "tanca" signifiant « pieu, attache » en occitan provençal)
- Le pilou sur la côte niçoise (pièce trouée avec un floc servant de guide)
- La balle au tambourin joué dans la région de Montpellier et à Narbonne, mais avec des ramifications à Barcelone, en Italie et en Hongrie. Des compétitions internationales sont régulièrement organisées.
- La joute nautique (joutes languedociennes pratiquées de Béziers au Grau-du-Roi, joutes provençales pratiquées en Provence et sur la Côte d'Azur).
- Les jeux béarnais sont issus des défis traditionnels que se portaient les paysans afin de prouver leur force, leur agilité ou encore leur adresse. On retrouve sous diverses appellations des jeux similaires dans différentes régions occitanes.

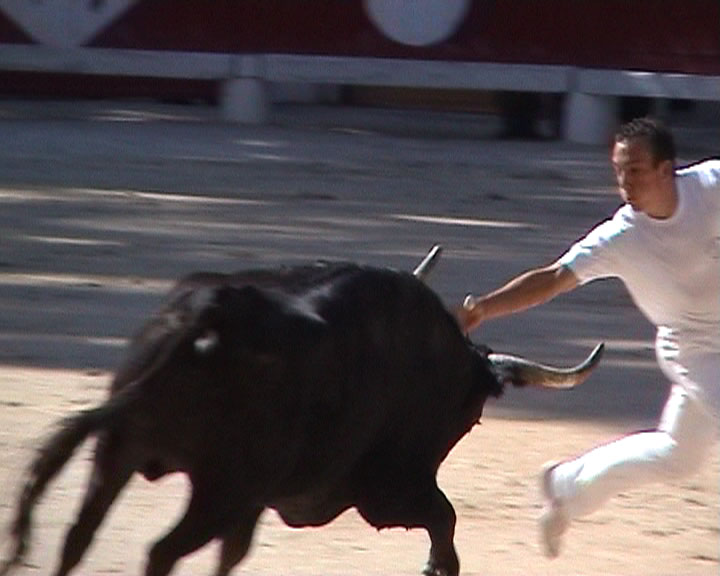
Course camargaise
Présence des clubs de rugby dans le Top 14 et frontières de l'Occitanie.

### La langue d'Oc
C'est au Moyen Âge qu'apparaît une langue littéraire, sous le nom de langue limousine, depuis désignée comme la koinê (langue commune) des troubadours. L'importance qu'elle prit dans toute l'Europe occidentale fut rendue possible par le prestige des cours des comtes de Toulouse et de Barcelone. Cette langue désignée aussi sous le terme de proensal (provençal) fut nommée pour la première fois comme « langue d'oc » par Dante dans ses ouvrages De vulgari eloquentia (I, chap. VIII) et Vita nuova (XXV).
La langue d'Oc et la langue française ont non seulement une même origine latine mais elles s'interfèrent sur le plan culturel. Selon certains linguistes, l'occitan se compose de quatre groupes dialectaux :
- gascon, en dépit de ses différences linguistiques importantes.
- occitan moyen ou méridional ou encore sud-occitan: languedocien et provençal (niçois inclus).
- nord-occitan : limousin, auvergnat, vivaro-alpin.
- catalan : langue ausbau très proche de l'occitan, parfois incluse dans celui-ci.

La Chambra d'Òc lança un appel en 2008 pour que l'occitan soit considéré comme « Patrimoine culturel immatériel de l'humanité ». Il fut soutenu par les régions du Languedoc-Rousillon et du Piémont. Une traversée à pied en 70 jours de l'Occitanie (Occitània a Pè), depuis Vinai en Italie jusqu'à Vielha, capitale du val d'Aran en Catalogne espagnole, fut organisée pour défendre cet appel. Ce projet continua sous le nom de Chaminem per òc.
La langue occitane possède divers médias, principalement dans la presse écrite. On ne dénombre par contre aucune chaîne de télévision spécifique mais des émissions en occitan existent, principalement dans des décrochages régionaux sur France 3 et TV3 (Catalogne). Une chaîne diffusée sur Internet existe depuis 2013, ÒC tele.

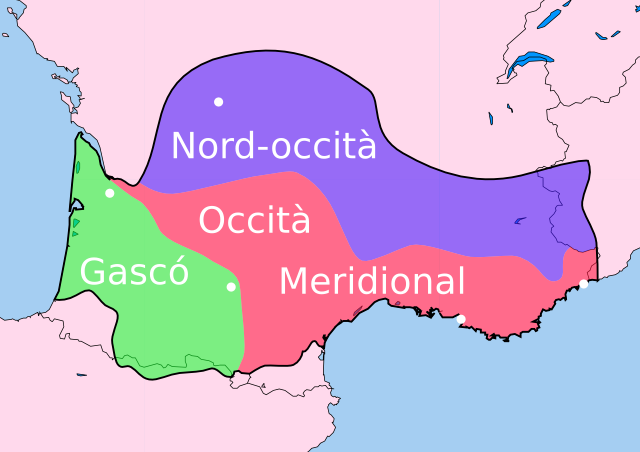
Ensembles supradialectaux de la langue d'Oc.
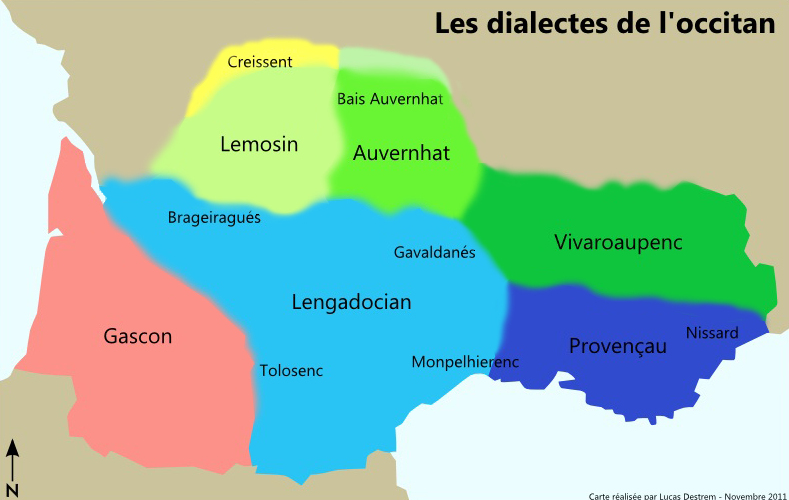
Carte dialectale de la langue d'Oc.

### Les musées et les lieux historiques
Liste des musées de Occitanie

### Les musiques des Pays d'Oc
La culture en langue d'oc comprend de nombreux chants traditionnels et une création diversifiée.

### Les pratiques rituelles

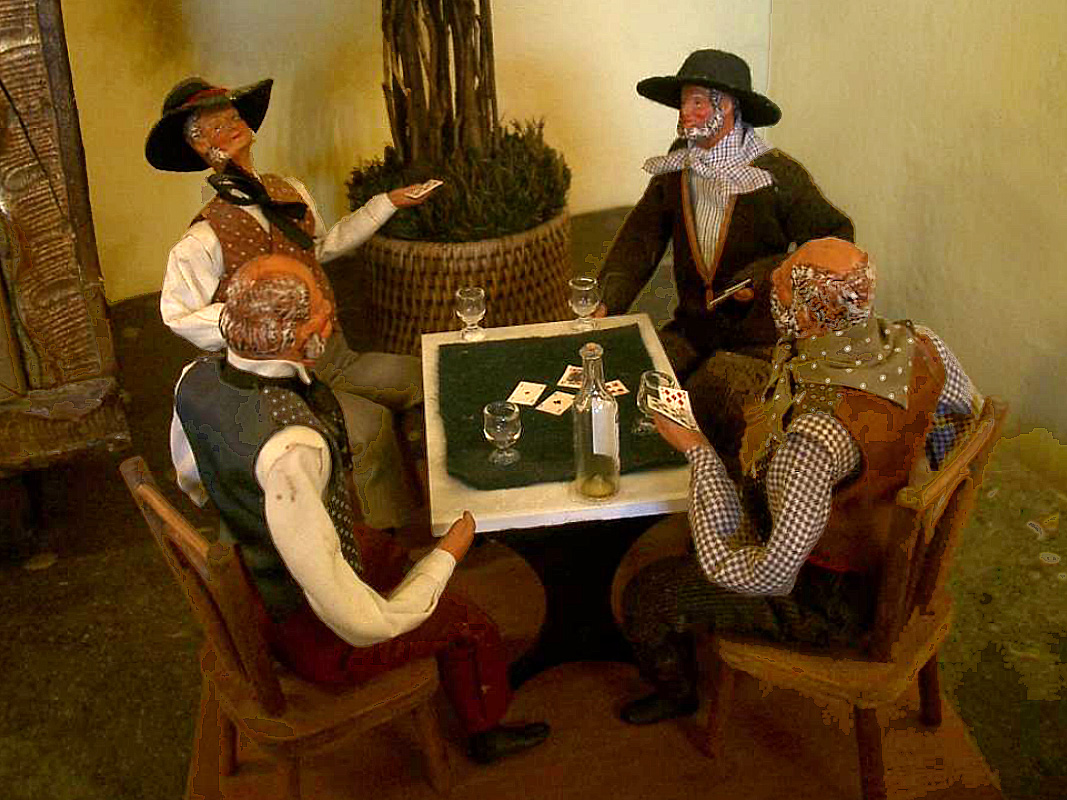
Un Santon, une figurine en bois traditionnelle de Noël en Provence.

- Ostensions limousines
- Fontaines des Landes de Gascogne

### Les savoir-faire
- La renaissance de la fauconnerie est due, à la fin de la Seconde Guerre mondiale, au périgourdin Abel Boyer.

## Débats autour de l'Occitanie

### La standardisation de la norme d'écriture
Au XIXe siècle, l'effort d'unification a surtout porté à unifier le « pays d'oc » (comme on disait alors) autour de la graphie et de la forme de langue utilisées par Frédéric Mistral (un provençal rhodanien expurgé de formes trop locales et de certains francismes, appelé provençal mistralien). Les félibres gascons de l'Escòla Gaston Fèbus adaptèrent cette graphie au gascon. Dès la fin du XIXe siècle, une tendance du Félibrige prône le retour à un système plus proche de celui de l'ancien occitan (Joseph Roux, limousin, Prosper Estieu, Antonin Perbosc, languedociens). Au XXe siècle, la graphie classique devient majoritaire, pas avant les années 1960 en Gascogne ; à la fin du siècle, elle coexiste avec des graphies globalement minoritaires, mais parfois majoritaires dans une région (ex : la graphie mistralienne en Provence).
Gui Martin et Bernard Moulin, dans leur Grammaire provençale, établissent le parallèle entre la graphie classique et l'occitanisme culturel.
Dans la partie septentrionale du Midi de la France, les parlers (limousin, auvergnat, vivaro-alpin) ont pour point commun une palatisation du CA et du GA latins en CHA et en JA, comme en français. Elle définit ce que les linguistes ont dénommé le « nord-occitan ». À titre d'exemple, canta devient chanta, castel, chastel et plaga, plaja. Logiquement, les nombreux (plus de 20) toponymes Castelnau sont au sud de cette limite, les équivalents français (Châteauneuf) au nord mais aussi en Provence (Bouches-du-Rhône) et Charentes.

### Les symboles
Deux symboles sont généralement employés pour symboliser l'Occitanie dans son ensemble : l'étoile à sept branches (astrada en graphie classique, astrado en graphie mistralienne) notamment mis en avant par le Félibrige et la croix occitane (crotz occitana, crous óucitano), parfois aussi appelée croix de Provence ou croix de Toulouse.
La croix occitane est « de gueules à la croix vidée, cléchée (ou pattée) et pommetée d'or ». Il en existe plusieurs espèces : dans certains cas, les pommetées forment un rond (ci-contre), dans d'autres un carré.
La première apparition de la croix dans le comté de Toulouse, date du règne de Raymond V. Il existe notamment une description du sceau de ce comte datée de 1165.
Louis Antoine de Ruffi dans son Histoire de la Ville de Marseille signale cependant l'antériorité de cette croix dans les armes des seigneurs provençaux, ajoutant qu'elle n'est devenue l'emblème des comtes de Toulouse qu'après mariage du Comte de Toulouse avec la fille du Comte de Forcalquier.

Croix occitane
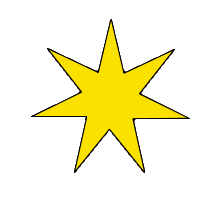
Étoile des félibres

### Une identité commune
En 1979, paraît l'Histoire d'Occitanie coédité par l'Institut d'études occitanes et les éditions Hachette. Paru sous la direction d’André Armengaud et de Robert Lafont cet ouvrage défend la thèse que l’on peut écrire l’histoire du peuple occitan comme celle de n'importe quel autre peuple. Ce n’est pas la première publication de son genre, mais les tentatives précédentes sont confidentielles, comme l’Istòria d’Occitània d'Henri Espieux, voire inédites, comme l’Istòri naciounalo de la Prouvènço e dóu miejour di Gaulo de Pierre Dévoluy. Il n'est pas rare de trouver sous la plume des occitanistes des références à la colonisation française ou au peuple occitan. Un certain nombre d'intellectuels et de mouvements culturels ou politiques aspirent à une renaissance littéraire en langue d'oc, et parfois, à une autonomie, voire une indépendance totale (politique, culturelle et économique) des zones qu'ils considèrent comme occitanes.
L'historien Fernand Braudel souligne des différences de civilisation entre le France du nord et l'Occitanie. « D’ordinaire ce qui se passe au Nord ne se passera pas de la même manière au Sud et vice versa : la civilisation, (façon de naître, de vivre, d’aimer, de se marier, de penser, de croire, de rire, de se nourrir, de se vêtir, de bâtir ses maisons et de grouper ses champs, de se comporter les uns vis-à-vis des autres) n’est presque jamais la même du oui nordique au oui méridional, de l’oïl à l’oc. Il y a eu, il y a encore, il y aura toujours, vers le Sud, une « autre » France »
Quant au géographe Xavier de Planhol, il met en évidence des différences internes Nord-Sud de l’espace français, parmi lesquelles la linguistique : langue d'oc (occitan)/langue d’oïl (français), le type d’habitat: concentré ou dispersé, le type de structures familiales : famille élargie ou nucléaire, les usages agraires : usage de l'araire ou de la charrue et assolement biennal ou triennal, la forme des toits : plats à tuile creuse ou pentus avec d’autres modes de couverture.
Certains scientifiques, tels que Christian Coulon, chercheur en sciences politiques au CNRS, considèrent que l'on ne peut pas réduire l'Occitanie au territoire d'une langue, qui serait en sorte le marqueur essentiel d'une nation. Ils désignent sous le terme d'Occitanie une région historique plus vaste que la zone géographique actuelle de la langue occitane. Cela permet d'analyser la société occitane dans ses structures spatiales et culturelle. Ainsi, ils prennent en compte un espace de civilisation, ou une aire culturelle, qui porte un projet politique sociétal plus ou moins confus,. Pour Ch.Coulon, ce projet politique intemporel serait caractérisé par le refus de l'un, organisé autour du polycentrisme et de l'autonomie locale, au lieu de l'être autour du prince ou de l'État.
« Ces hommes qui ne parlent jamais de liberté agissent le plus souvent comme s'ils n'avaient d'autre idéal et d'autre bien à défendre que leur liberté. On voit des villes se révolter contre leur seigneur légitime par peur de voir restreindre leur liberté de se gouverner elles-mêmes, les évêques tenir tête aux rois, voire aux papes, les seigneurs faire la guerre aux évêques, tous semblent mettre leur point d'honneur dans le refus de toute contrainte. Dans le Midi de la France, cet état d'esprit avait atteint son apogée, car le pays était de civilisation ancienne, riche, orgueilleux de son passé et avide de progrès. »
— Zoé Oldenbourg (1916-2002)
Les observateurs sont frappés de la concentration en Occitanie de soulèvements populaires, de jacqueries paysannes et de révoltes urbaines ainsi que certaines formes d'antimilitarisme qui dénote des formes de résistances et de dissidences voire d'un refus d'intégration face à la pénétration étatique dont les instruments sont souvent la fiscalité et l'armée. La sociabilité populaire est un autre trait de résistance et de sauvegarde des libertés et autonomies locales.
« l'autonomie culturelle du peuple, sa capacité d'affirmer symboliquement son identité (sa particularité, sa différence) culturelle collective. »
— P. Vieille Formes de production et culture en Provence : la rupture de la première moitié du XIXe siècle, Revue L'Homme et la société, N°s 39-40, 1976, p.96.

Certaines personnes considèrent que l’Occitanie n'a jamais été une réalité,. Lors de l'enquête réalisé auprès d'Occitans en 1976, 10 % des personnes ont estimé que l'Occitanie n'est qu’un mythe. C'est un chiffre très inférieur à ce qu'affirma auparavant un journaliste du Monde : 
«  L'Occitanie, pour neuf Français sur dix et même parmi les Méridionaux, n'existe pas. C'est au mieux un aimable mythe, au pire une bonne plaisanterie, à la rigueur une machine de guerre politique. Tout sauf un pays, encore moins une nation, même pas une province. Du moins est-ce ainsi qu'elle est ressentie, et pas seulement dans ce Nord d'où est venu, pour le Midi tout le mal.  »
— Pierre Viansson-Ponté (1920-1979), Le Monde, 16-17 sept. 1973
En réponse, c'est le mythe hexagonal qui est attaqué par un membre de l'Académie française :
«  La plupart des Français [...] ne conçoivent la France qu'unie, hexagonale, figure parfaite dont le centre de gravité est Paris. L'histoire scolaire leur montre un peuple préexistant à lui-même, déjà, du temps des Gaulois. Elle leur enseigne la logique d'une unité progressant, comme vers sa cause finale, vers son équilibre organique présent.
Cela, c'est le mythe. La réalité est moins simple. Notre histoire peut s'écrire soit comme une succession de guerres civiles contre un principe unitaire, soit comme l'imposition croissante d'une volonté centralisatrice à des unités ethniques et culturelles plus petites, à des populations qui étaient parfois des peuples, ayant leurs coutumes, leurs droits, leurs fors, et progressivement ou brutalement privés d'eux.  »
— Pierre Emmanuel (1916-1984), Les Langues de France « Le Figaro », 13 février 1974
L'idée que toutes les personnes qui parlent occitan appartiennent à un « espace culturel commun » a soulevé et soulève encore des oppositions chez ceux qui y voyaient soit une menace à l'unité nationale française, soit la négation d'une identité régionale (notamment en Auvergne, Béarn et Provence). Parallèlement au terme langues d'oc, ces militants ont introduit à la fin du XXe siècle l'appellation  Domaine d'Oc.

Certains auteurs affirment l'ignorance systématique du fait occitan: 
«  tous les éléments d'une connaissance de l'Occitanie sont actuellement ordonnés par une perspective qui l'ignore, la rend illisible dans les faits ou ne présente d'elle que des concrétions événementielles fugitives, partielles, provinciales.  »
— Robert Lafont (1923-2009), Clefs pour l'Occitanie, éd. Seghers, Paris, 1971, p. 8
«  Mais l'Occitanie existe. Elle existe linguistiquement, culturellement, sa démographie, sa vie économique présentent des caractéristiques de plus en plus nettes qui contribuent à lui donner, malgré les contrastes de région à région, un visage particulier, celui d'un ensemble appauvri, défiguré.  »
— Aimé Serre (1922-1993), Décoloniser la géographie, "Temps modernes", août 1973, p. 391
−

### Déterritorialisation
L’invisibilisation de la langue et de la culture occitane dans l'optique monolithique de l'État-Nation français engendre une délégitimation des locuteurs. La dualité entre l'occitan et le français n’existe pas puisqu’il n’y a qu’une seule langue légale et légitime. Le lien entre la société occitane et son territoire est rompu par ce mécanisme. Il n’y a que deux issues à ce rapport de force dominant/dominé: soit la substitution et l’extinction du dominé, soit la normalisation en renversant le conflit créé par le dominant.
« L’exclusion de tout « corpus » matériel ou immatériel – non transmission de la littérature, savante ou populaire, de l’histoire, effacement de la toponymie, etc. – illustre ces phénomènes de  déterritorialisation. Ils confisquent tout rapport de la langue dominée au social, à l’histoire, à la géographie, au groupe, et condensent le stigmate sur la personne.  »
— Pierre Escudé; De l’invisibilisation et de son retroussement. Étude du cas occitan : normalité de la disparition, ou normalisation du bi/plurilinguisme ?, Laboratoire Cultures – Éducation – Sociétés, 2015

#### Une culture ignorée
Dans l'éducation scolaire française telle que reçue par de nombreuses générations, il semble que le génie de la France n'a trouvé un terrain favorable qu'au nord.
«  Mistral, Jasmin, Gelu, Goudoulî ? Connais pas...
Même à l'Université. À Paris, bien sûr, mais à Aix ou à Toulouse aussi, à Clermont, comme à Bordeaux ou à Nice, on peut faire des études littéraires à un degré supérieur, acquérir tous les grades universitaires et même devenir professeur de Lettres en ignorant tout de l'œuvre de Goudouli, de Jasmin, de Victor Gelu et de Mistral. Quel scandale ce serait si un professeur de Lettres ignorait du Bartas, Malherbe, Mademoiselle de Scudéry ou Lefranc de Pompignan ! Mais quelle que soit la « carrure » des écrivains occitans, — ils n'ont pas écrit en français — on les ignore...  »
— George Mesplède, Réalités de l'Occitanie, BT2, Marseille, no 101, Septembre 1978
« Quand nous sortions de Paris, c'était pour aller à Rouen avec Flaubert ou à Strasbourg avec Hugo, peut-être à Orléans, mais on ne descendait jamais plus bas... Dès que nous mettions le nez dans un livre de classe, nous ne quittions pas beaucoup la moitié nord de la France. »
— Claude Duneton , "Parler Croquant", Paris, Stock, 1973.
« La France s’est créée en détruisant cinq cultures – la bretonne, l’occitane, l’alsacienne, la corse et la flamande. Nous sommes la seule nation européenne qui soit la création militaire d’un État non homogène. Cela rend la France difficile à gouverner à ce jour. Cela explique notre difficulté à réformer, notre lenteur. »
— Michel Rocard, Premier Ministre, Ministre de l’aménagement du territoire, Ministre de l’agriculture, député, sénateur , Entretien classé confidentiel avec Craig Roberts Stapleton, ambassadeur des États-Unis à Paris, WikiLeaks, 27 octobre 2005.

#### Une histoire occultée
À la suite des événements de mai 68, plusieurs ouvrages paraissent sur l'histoire de l'Occitanie, dont Descolonisar l'istoria occitana de Joan Larzac (pseudonyme du père Jean Rouquette). Ce sont des actes de militantisme dont les auteurs reprochent aux historiens professionnels leur mutisme voir leur complaisance envers une histoire de France mythifiée qui ignore le fait occitan. L'historiographie occitane présente des difficultés particulières. L’Occitanie n'est pas une province d’Ancien Régime, identifiable sur une carte et légitimée par une longue existence institutionnelle. Ce n'est pas non plus une région administrative, d'autant plus qu'elle est partagée entre quatre États. Au contraire, c'est une entité linguistique qui englobe des territoires historiques aux destins très divers. C'est pourquoi la plupart des auteurs souhaitent proposer une contre-histoire, celle d'une réalité occitane occultée par le discours officiel de l’histoire nationale française. L’histoire locale n’étant prise en compte que dans la mesure où elle peut entrer dans le cadre général de l’espace occitan. L’histoire occitane ainsi présentée révèle une cohérence profonde, celle d'un cycle long qui s’organise autour de l’alternance de phases de libération et de phases de répression venue du Nord.
L'amateurisme radical de la première moitié des années 1970 se ressent dans plusieurs ouvrages dont les auteurs n'ont rien de scientifiques.[non neutre] En général les historiens professionnels ignorent ces publications.[non neutre] Et lorsqu'ils s'y intéressent, il ne leur est pas difficile d'y trouver des failles remettant ainsi en cause l’occitanisme militant.[non neutre] Cependant, la parution en 1979 de l'Histoire d'Occitanie sous la direction de Robert Lafont et d'André Armengaud rompt avec cet amateurisme en s'entourant d'une équipe de scientifiques. Toutefois, cela n’a pas permis de susciter un débat dans le milieu scientifique tel qu'espéré, les historiens ayant perçu avec méfiance cet ouvrage considéré comme militant. D'autant plus qu'il dépasse le cadre normal d’une recherche universitaire d’histoire régionale, l'Occitanie étant un espace nettement plus vaste qu'une région.[non neutre] Quant aux occitanistes, ils ne l’ont pas forcément aimé, le livre ayant été perçu comme trop universitaire. Mais, en s’interrogeant sur le fait occitan à travers l’analyse de similitudes et de liens entre différentes zones géographiques et différentes époques, il est devenu possible d’entrevoir les dynamiques sociales, économiques, humaines à l’œuvre. D'autre part, un historien voit maintenant mieux l'intérêt de connaître l'occitan alors qu’une partie de la documentation historique disponible est dans cette langue. C'est ainsi que l’histoire « régionale » du " Midi ", cesse d’être secondaire et abandonnée aux érudits locaux pour aborder des sujets d'histoire générale.
«  Les études des historiens du XIXe siècle qui avaient dénoncé la destruction du système démocratique dans le Sud de la France et l'extrême brutalité de la Croisade contre les Albigeois, ont permis d'entreprendre une réécriture de l'Histoire et de saper les fondations de la propagande dont on gavait les Occitans, Bretons, Corses et Basques par l'intermédiaire de l'Éducation Nationale - qu'à bien des égards certains considèrent comme une éducation coloniale.  »
— Henri Jeanjean, "La décolonisation française et le mouvement occitaniste" Mots pluriels no 16 - Décembre 2000, en ligne.
«  Les peuples soumis n'ont que l'histoire des vaincus, et qui se souvient encore de la cour des Raymond, d'Aliénor d'Aquitaine, ou de l'université de Cahors, florissante au temps de la splendeur de Tombouctou?  »
— Pierre Maclouf , "L'Anti-France?" dans "Occitanie entre deux mers et trois montagnes [...]" p38.
«  Faire apprendre par cœur aux citoyens en herbe que: "Nos ancêtres les Gaulois étaient grands et blonds" semble aussi ridicule en Corse ou en Occitanie que dans n'importe quel pays d'Afrique.  »
— Henri Jeanjean, "La décolonisation française et le mouvement occitaniste" Mots pluriels no 16 - Décembre 2000, en ligne.
« Les Wisigoths font partie de ces peuples totalement occultés par l’histoire car leur existence ne cadre pas avec le point de vue officiel.  »
— Georges Labouysse, historien, écrivain, "L’Histoire de France, l’imposture" Éditions IEO, 2007.
« Effacement des Wisigoths au bénéfice des Francs, effacement de la Croisade des Albigeois, Guerre de Cent ans sans autres références qu’anglaises et françaises, effacement de toutes révoltes régionales… Encore aujourd’hui, une certaine incrédulité règne à propos de l’histoire de l’espace occitan. »
— Thierry Offre, écrivain, producteur télé, PEN International, septembre 2012
« La Croisade des Albigeois a été instigatrice du génocide en occident. »
— Mark Gregory Pegg, professeur d'histoire médiévale, Washington University; (en) A Most Holy War : The Albigensian Crusade and the Battle for Christendom, New York, Oxford University Press, 2008

### Un espace culturel n'ayant pas d'unité politique
L’absence d’unité politique de l’Occitanie (passée et présente) a été évoquée dans plusieurs débats. Ce fut notamment le fait de l’historien Henri-Irénée Marrou, en réaction à la parution du livre de Robert Lafont Lettre ouverte aux Français d'un Occitan. Marrou répondit : « l'Occitanie n'existe pas ». Ce fait est minimisé par le linguiste Patrick Sauzet : « C'est parce qu'il n'y a jamais eu d'Occitanie qu'il est intéressant de la faire ».
On peut noter que le regroupement, dans le cadre des eurorégions qui dépassent le cadre régional de 1956, de collectivités territoriales, n'a pas permis de constituer une eurorégion « Occitanie »: Midi-Pyrénées, le Languedoc-Roussillon, la Catalogne espagnole et l'Aragon se sont associés de leur côté, alors que Rhône-Alpes et Provence-Alpes-Côte d'Azur se sont associés aux régions italiennes de la Ligurie, du Piémont et du Val d'Aoste ; et l'Aquitaine s'est associée avec l'Euskadi (Pays basque espagnol) et la Navarre espagnole.
Dans le cadre de la réforme territoriale, une consultation, le nom de ma région, organisée par le conseil régional Languedoc-Roussillon-Midi-Pyrénées a eu lieu au printemps 2016 pour donner un nom à la nouvelle région regroupant Midi-Pyrénées et Languedoc-Roussillon. Le nom d'Occitanie est arrivé largement en tête des 204 000 votants avec 45 % devant quatre autres propositions, et est ainsi devenu le nom officiel de la nouvelle région, entériné par le pouvoir parisien.

### Un pays dépendant

#### Colonialisme interne
Le thème de la dépendance de l'Occitanie envers l'État français a été décrite par des militants occitanistes en termes de colonialisme interne : « Dans les années 1970, on voit émerger dans le courant politique de l’occitanisme un discours militant proposant une réflexion sur la « colonisation intérieure » subie par l’Occitanie, et sur l’« aliénation linguistique » des occitanophones. ».
Ce colonialisme se manifesterait par trois handicaps : le sous-développement; un développement humain, territorial, économique et social non maîtrisé; ainsi qu'une faible capacité d'entrepreneuriat. S'y ajoute le thème de l'impérialisme linguistique du français.
François Dubet analyse que « dans sa plus grande part, le discours occitan des années 70 a parlé de l'Occitanie comme d'une ethnie dépendante qui ne maîtrisait pas ses décisions économiques et dont les classes dirigeantes locales n'assuraient pas leur rôle d'agent de développement. La dépendance ne se réduit jamais à un simple mécanisme économique ; elle suppose des agents idéologiques et sociaux. »
En 1866, les dix départements les plus défavorisés de France étaient tous situés en Occitanie. Un économiste a montré qu'ils avaient reçu un total de 51 millions de francs de l'État, tandis que le département de la Seine, situé en région parisienne, a reçu à lui seul 877 millions. Chacun de ces départements occitans ont reçu moins d'argent qu'ils ne contribuaient aux caisses de l’État.
L’universitaire Henri Jeanjean explique qu'un siècle plus tard, le fossé séparant Paris et la province s'est encore élargi et qu'il ne pouvait plus être expliqué par un déterminisme historique et géographique mais par les politiques économiques successives. Pour lui, ce scénario rappelle les schémas d'exploitation appliqués en Afrique par la colonisation économique.
Robert Lafont a popularisé le colonialisme interne de la France en Occitanie dans son livre Sur la France (1968). Il en devint le thème de son livre Décoloniser en France (1971). Le colonialisme interne présente les caractéristiques suivantes :
- Dépossession industrielle, blocage d’un développement économique qui aurait concurrencé l’économie coloniale, destruction du capitalisme régional et prolétarisation des régions.
- Primauté des industries extractives sur les industries de transformation.
- Dépossession des terres agricoles.
- Dépossession des circuits de distribution, sauf ceux qui sont impliqués au niveau national et international.
- Dépossession des ressources touristiques.
- Crise démographique.

En 1973, Sergio Salvi, historien des langues minoritaires, parle de colonies internes dans son livre sur les dix nations interdites de l'Europe occidentale, mentionnant entre autres la Catalogne, l'Écosse, la Bretagne et l'Occitanie.
Les références au colonialisme sont encore présentent bien après la période d'éclatement des empires coloniaux. Voici une définition de la colonisation donnée en 1980 : « Installation dans un pays soumis, d'un pouvoir étranger qui en pille les ressources naturelles et humaines. C'est bien le cas de l’Occitanie, dont la main-d’œuvre va grossir la banlieue parisienne, et dont les matières premières sont exploitées ailleurs. L'Occitanie était jusqu'à présent une colonie d’exploitation ; elle tend à devenir une colonie de peuplement, vouée au tourisme et aux loisirs. ».
Pour Philippe Mano, les retards et les handicaps de développement ne sont pas spécifiques à l'Occitanie française. Il analyse que l'Europe du Sud, Occitanie incluse, est définie par la seule vision qu’en a l'Europe du Nord : essentiellement un espace de loisirs pour des « Nordiques » industrieux et dynamiques.
«  Entre mépris et exploitation, l'Europe du Sud existe-t-elle autrement que par le regard du Nord? Dans ce continent sclérosé, dominé par l'esprit du Nord, peut-elle apporter autre chose que ce que le Nord vient y chercher, en touriste et en voyeur: soleil, mer et "folklore"? [...]

Alors, si ces contrées qui de Thessalonique à Lisbonne, enserrent précisément l'Occitanie, si ces pays méditerranéens veulent cesser de s'enfoncer dans une dépendance encore plus profondément verticale, il leur faut réaffirmer dès maintenant la trame commune qui unit ces régions.

Il leur faut promouvoir une autre mode de développement, resserrer leurs liens avec l'autre rive de la Méditerranée, avec l'Afrique et l'Amérique latine. En s'empressant de casser leur image de marque - ou plutôt de démarque - de pays perpétuellement en solde. »
— Philippe Mano, Demain le Sud : scénario pour l’Europe, Edisud, Aix-en-Provence, 1980
Marc Abélès, chercheur au CNRS, remet en cause le mythe d'une construction de la Nation française issue de la volonté populaire pour mettre l'accent sur le colonialisme interne français.
« L’unité nationale serait alors moins le fruit d’une mobilisation collective des énergies, comme l’accréditait une certaine imagerie post-révolutionnaire, que l’effet d’un vaste et lent processus de colonisation intérieure. »
— Marc Abélès, anthropologue, ethnologue, Directeur de recherche au CNRS; Article dans L’Homme, revue française d’anthropologie, 1984.

#### Attractivité territoriale
Pour un article plus général, voir Attractivité d'un territoire.

##### Accessibilité aux autres régions européennes
L'accessibilité potentielle décrit avec quelle facilité les gens peuvent atteindre des personnes d'autres régions européennes en utilisant la route, le rail et l'air. Cet indicateur est calculé par l'ESPON sur la base de deux éléments : la population de la région et le temps minimum nécessaire aux trajets. En général, les régions ayant une haute accessibilité aux produits de base, aux fournisseurs et aux marchés réussissent économiquement bien et améliorent leur position compétitive dans le marché global.
La quasi-totalité de l'Occitanie est classée dans les régions les moins accessibles et avec un revenu par habitant inférieur à la moyenne, seuls cinq départements sont à la fois accessibles et ont un revenu supérieur à la moyenne : Gironde, Haute-Garonne, Puy de Dôme, Bouches-du-Rhône et Alpes Maritimes.
L'Occitanie connaît une forte attractivité migratoire malgré une accessibilité et un bien-être économique inférieur à la moyenne. On peut noter que les régions européennes qui bordent l'Occitanie au Sud et à l'Est ont aussi une forte attractivité migratoire mais elles ont un revenu par habitant supérieur à la moyenne, même dans les régions à moindre accessibilité.

##### Place dans la mondialisation
La présence de métropoles dans un territoire est souvent associée à la capacité de tirer parti de la mondialisation. Selon le commissariat général à l'égalité des territoires, la dynamique propre aux métropoles n’est plus à démontrer. Des questions se posent sur l'attractivité territoriale de l'Occitanie :
- Dans quelle mesure l'Occitanie peut-elle profiter de la dynamique de mise en réseau des économies et des sociétés du monde?
- Peut-elle peser dans la recomposition en cours des cartes de la mondialisation ?

Même si la population résidente est importante, l'Occitanie ne possède aucune métropole européenne majeure, principale ou à fort rayonnement scientifique (type 1 à 5). Plusieurs villes importantes sont situées en Occitanie mais aucune ne peut prétendre à un statut de capitale. L'ensemble des métropoles occitanes n'est pas en mesure de contrebalancer le poids de Paris, l'une des deux métropoles européennes majeures, afin de rééquilibrer le territoire français.
Trois métropoles occitanes sont de type 6 "aires urbaines fonctionnelles (AUF) diversifiées à dominante « affaires »": Marseille, Nice et Toulouse. Ce type catégorise des métropoles européennes de taille moyenne avec un niveau de revenu par habitant relativement élevé. Elles bénéficient d’une bonne accessibilité aérienne réelle ou potentielle. Leur économie est fortement tertiarisée, sans pour autant être dépourvue d’industrie. Les services « avancés » y sont bien présents, mais sans qu'elles soient des places financières. Ces villes bénéficient de financements européens pour la recherche, mais parmi les trois, seule Toulouse est réellement estudiantine.
Tandis qu'une dizaine d'autres métropoles sont de type 8 "AUF diversifiées à dominante « services »". Ce sont des aires urbaines de taille moyenne ou plus modestes; à l'exception de Bordeaux qui est une AUF de grande taille démographique mais qui n’a pas de fonction suffisamment remarquable lui permettant d’entrer dans un profil plus métropolitain. Elles sont peu spécialisées mais tout de même capables de créer un certain niveau de richesse. L’industrie y est encore bien présente tandis que les services collectifs sont surreprésentés dans leur économie, les services « avancés » y sont secondaires. Cependant, elles ont des accessibilités potentielles ou réelles relativement faibles et sont relativement peu insérées dans les réseaux économiques, scientifiques, culturels et politiques européens.
En Espagne et en Italie, les régions occitanes sont essentiellement montagnardes et ne possèdent pas d’agglomérations majeures.
Monaco est un cas particulier en tant que micro-État.

##### Dynamisme social et économique
Même si les métropoles sont reconnues comme des territoires créateurs d'emplois, les principales aires urbaines s’en sont également mieux sorties pendant la crise que les espaces peu denses qui les entourent.
L'effet d’entraînement d'une région par une métropole reste à démontrer. Ainsi dans le cas de Nice, ni la métropole ni les territoires environnants ne connaissent de dynamique d'emploi favorable. À Toulouse et Montpellier, la dynamique métropolitaine n'est pas partagée avec les territoires environnants. Au contraire Bordeaux et Aix-Marseille ainsi que leurs territoires environnants connaissent une dynamique d'emploi favorable.
Les aires urbaines situées sur un arc allant de l’Atlantique à la Méditerranée ainsi qu'en Rhône-Alpes semblent bénéficier d’une certaine attractivité. Dans une économie de plus en plus basée sur les services, les emplois semblent se développer là où les gens veulent s'implanter, attirant ainsi main-d’œuvre et capitaux.

#### Développement social, territorial et économique

##### Indice de développement humain

Carte des régions françaises et des territoires d'outre-mer par IDH en 2017.
Légende :
> 0,900
0,880 - 0,900
0,860 - 0,880
0,800 - 0,860
< 0,800

L'indice de développement humain (IDH) récent des régions occitanes semble invalider la persistance d'un sous-développement généralisé pour l'Occitanie. Ces régions ont même toutes un très haut indice IDH, supérieur à d'autres régions françaises. L'indice composite prend en compte trois critères à part égale: la santé/longévité (espérance de vie), le savoir/niveau d'éducation (durée de scolarisation), et le niveau de vie (revenu par habitant selon le coût de la vie).

##### Emploi et chômage

###### Situation de l'emploi
L'évolution de l'emploi dans les territoires entre 1975 et 2012 a été fortement croissante dans les métropoles et les principales aires mais faible à négative dans les zones centrales et nord de l'Occitanie, spécifiquement en Auvergne et en Limousin. La typologie des zones d’emploi selon leur taux de chômage (2012) et la situation de l’emploi (1975-2012) fait apparaître une grande zone méditerranéenne et une vallée du Rhône de fort chômage malgré une forte croissance économique. Au contraire, le sud de l'Auvergne et du Limousin sont caractérisés par un faible taux de chômage malgré une croissance faible. La Grande Occitanie (oc) ne connaît pas comme d'autres régions françaises de territoires avec une forte croissance et un faible chômage.

###### Entrepreneuriat
Les indépendants (auto-entrepreneurs, entrepreneurs individuels, gérants de société ou professionnels libéraux) ont un revenu plus faible que dans le nord de la France, de plus les non-salariés sont relativement plus nombreux,. La différence de revenus peut être imputée notamment à la plus forte proportion d'entreprises sans salariés et à la concurrence locale entre indépendants plus intense, à la saisonnalité du travail (exemple : sports et loisirs), à un marché local moins favorable (taux de chômage, niveau de vie des habitants), à la structure économique caractérisée par une moindre présence de professions libérales rémunératrices comme la santé et à une plus forte proportion de services aux particuliers qui sont moins rémunérateurs. Seuls les départements occitans de la Gironde, la Haute-Garonne et les Bouches-du-Rhône ont un revenu proche de la moyenne française.

###### Grandes entreprises
Exemple de grandes entreprises originaires ou possédant toujours leur siège en Occitanie :
- Airbus (Blagnac)
- Airbus Helicopters (Marignane)
- Cdiscount (Bordeaux)
- CMA CGM (Marseille)
- Continental Automotive France (Toulouse)
- Elf Aquitaine
- Latécoère (Toulouse)
- Michelin (Clermont-Ferrand)
- Legrand (Limoges)
- Safran Helicopter Engines (Bordes)
- Safran Electrical & Power (Toulouse)
- Thales Alenia Space (Cannes)
- Volvic (Volvic)

##### Pauvreté

Carte des densités par départements, faisant apparaître la « diagonale du vide » en bleu.

Pour un article plus général, voir Pauvreté.

##### Désertification rurale et exode
Pour un article plus général, voir Exode rural.
Le cas du Massif central est assez éloquent, car la population décrût tôt et durablement. Le village de Saint-Germain-l'Herm, vit sa population divisée par cinq entre 1850 et 1999, passant de 2 447 habitants en 1846 à 515 en 1999, soit une baisse quasiment continue depuis 150 ans.
L'Ardèche atteint un pic de population sous le Second Empire, comptant 388 500 habitants selon le recensement de 1861.; « comme dans beaucoup d'autres régions où prévalait un système analogue, le déclin des industries en milieu rural entraîna celui de l'agriculture, et réciproquement. En un siècle, l'Ardèche perdit ainsi plus de cent quarante mille habitants, par émigration ou par dénatalité, soit plus du tiers des Ardéchois du XIXe siècle, pour ne plus compter que 245 600 personnes au recensement de 1962 » (A. Frémont, 1997).
Le département de la Creuse : les recensements de population montrent que la plupart des communes creusoises (qui sont très majoritairement des petites communes rurales) ont connu un dépeuplement d'environ 80 % entre 1900 et 2000. Le département fut bien sûr victime, comme le reste de la France, de la Première Guerre mondiale, mais c'est surtout le massif exode rural (avec un pic entre 1945 et 1975) qui l'a vidé de sa population, pour en faire aujourd'hui l'un des départements les moins peuplés de France.